# Targhe d'immatricolazione della Germania

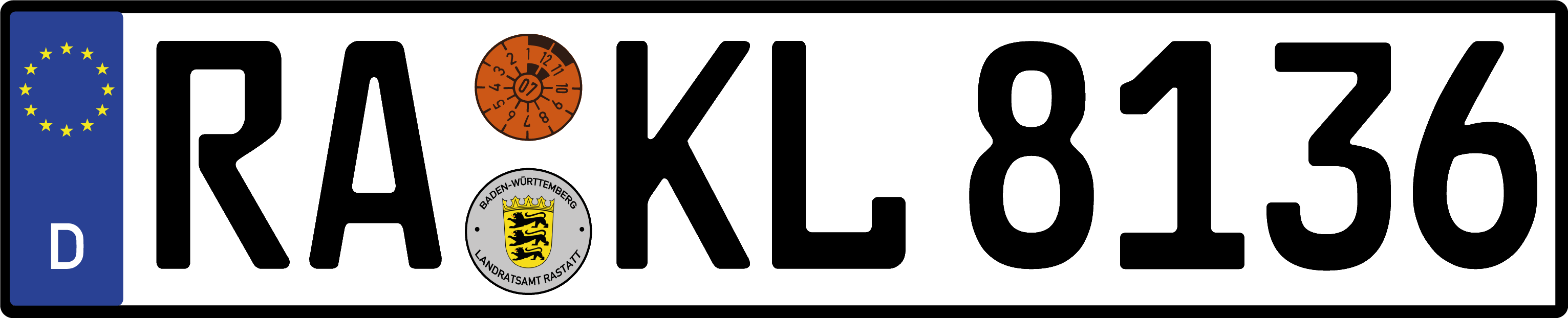
Targa tedesca con formato utilizzato da luglio 1994

Le targhe d'immatricolazione della Germania vengono utilizzate per identificare i veicoli immatricolati nel Paese mitteleuropeo.

## Requisiti legali e caratteristiche

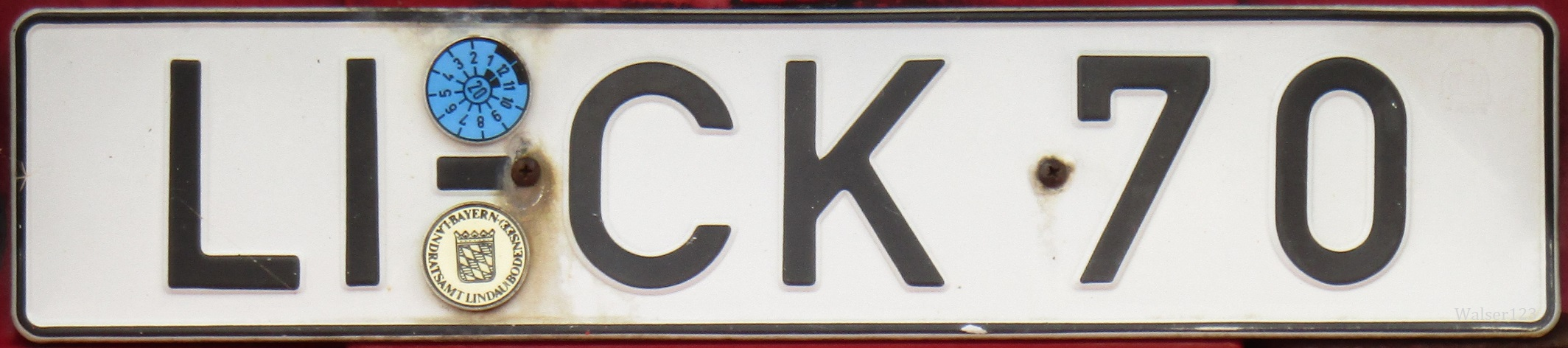
Esempio di formato emesso dal 1º luglio 1956 a luglio 1994

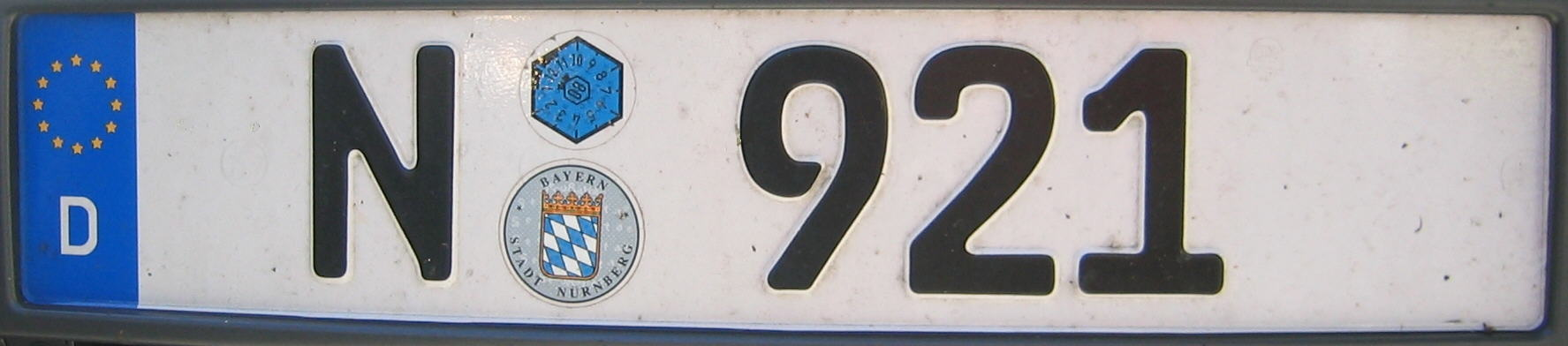
Targa di un'autovettura di un Corpo consolare immatricolata a Norimberga

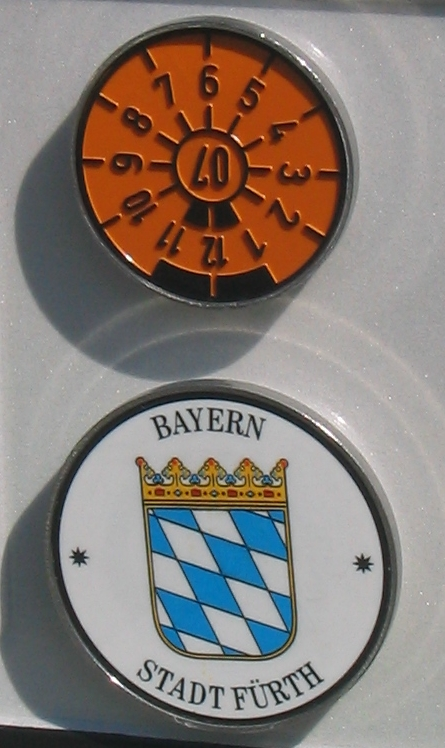
Bollino di controllo tecnico e bollino con lo stemma della città extracircondariale di Fürth (Baviera)

I requisiti legali vigenti sono stabiliti dalla legge federale Verordnung über die Zulassung von Fahrzeugen zum Straßenverkehr (Ordinanza sull'ammissione dei veicoli alla circolazione stradale) o nella forma abbreviata Fahrzeug-Zulassungs-Verordnung - FZV, che nel 2011 ha sostituito parte della legislazione precedente, denominata Straßenverkehrszulassungsordnung - StVZO.
Le targhe d'immatricolazione tedesche sono tradizionalmente di alluminio, con caratteri in rilievo rispetto allo sfondo. Nel corso degli anni, tuttavia, sono stati utilizzati anche altri materiali. Dal 2013 è consentita la realizzazione di targhe in plastica, meno sensibili ai danni meccanici, ma più costose; tra l'altro la loro produzione causa meno emissioni di CO2 nell'ambiente.
Sono costituite da una, due o tre lettere iniziali che precedono una serie alfanumerica di una o altre due lettere seguite da cifre in numero variabile da una a quattro. Le lettere iniziali corrispondono al circondario, alla comunità amministrativa o città extracircondariale in cui il veicolo è stato immatricolato, mentre le combinazioni di lettere e cifre poste di seguito sono del tutto casuali, oppure, nelle targhe personalizzate, vengono scelte dal proprietario dell'autovettura, non indicano alcuna appartenenza a una località e di norma iniziano con una lettera per le aree rurali e due per le aree urbane.
I caratteri sono di colore nero su fondo bianco, il quale dal 29 settembre 1989 è riflettente tranne che nei veicoli militari per motivi tattici.
All'attuale sistema e grafica non sono state apportate modifiche sostanziali da quando vennero introdotti, il 1º luglio 1956, a parte la sostituzione del carattere tipografico DIN con FE-Schrift, e l'eliminazione del trattino dopo la sigla identificativa dell'area di immatricolazione nel formato su un'unica riga, avvenute gradualmente da luglio 1994 al 1995.
Da agosto 2000 nella coda alfanumerica vengono usate anche le lettere I, O e Q.
In genere le città più grandi hanno una sola lettera identificativa della località, mentre quelle più piccole possono averne due o tre. Non mancano tuttavia eccezioni; la città di Leverkusen, per esempio, conta più di 160 000 abitanti e la rispettiva sigla, LEV, è di tre lettere. Una particolarità è costituita dalla lettera H iniziale che ricorda il titolo Hansestadt ("città dell'Hansa"), retaggio della passata appartenenza alla Lega anseatica; ad esempio, la sigla HH di Amburgo sta per Hansestadt Hamburg.
Nelle targhe dei veicoli in dotazione ad alcuni funzionari diplomatici, autorità locali o alla polizia federale, il codice BP o dell'area di immatricolazione è seguito da un numero di cifre variabile da una a sei oppure da due numeri separati da un trattino.
Alla destra del codice distrettuale sono posizionati due bollini. Quello superiore indica il mese e l'anno (espresso con le ultime due cifre) in cui effettuare il controllo tecnico del veicolo, mentre quello inferiore riporta il nome della città o del circondario e il relativo stemma sormontato dal nome del Land di appartenenza. Il bollino di controllo può avere colori diversi, che dal 1974 sono: marrone rame, rosa chiaro, verde giallastro, giallo arancio, blu cielo e giallo limone, con rotazione sessennale. 
In alcune targhe speciali, come quelle dei veicoli dell'esercito, è impresso lo stemma nazionale (un'aquila nera, la Bundesadler) anziché quello della regione.
Dal 1985 al 31 dicembre 2009, nella targa anteriore, sopra il bollino con lo stemma identificativo dell'area di immatricolazione, c'era una targhetta esagonale, anch'essa colorata, che indicava mese e anno del successivo controllo dei gas di scarico. A partire dal 2010 il bollino della revisione periodica del veicolo, che è incollato sulla targa posteriore, comprende il controllo delle emissioni del veicolo.
Come negli altri Paesi dell'Unione europea, da luglio 1994 alla sinistra della targa si trova una banda blu con in alto la bandiera europea (dodici stelle giallo oro che formano un cerchio) e in basso la sigla automobilistica internazionale (nel caso della Germania è D, iniziale di Deutschland) di colore bianco.
Le targhe vengono assegnate al proprietario; per questo motivo, al momento del cambio di proprietà la targa può essere trasferita al nuovo veicolo. Se alla vendita di questo resta inutilizzata, dopo sei mesi dev'essere restituita all'ufficio del registro automobilistico.
Dal 1º gennaio 2015 le targhe e la carta di circolazione tedesche contengono un codice di sicurezza che consente di effettuare la cancellazione del veicolo online.

### Dimensioni

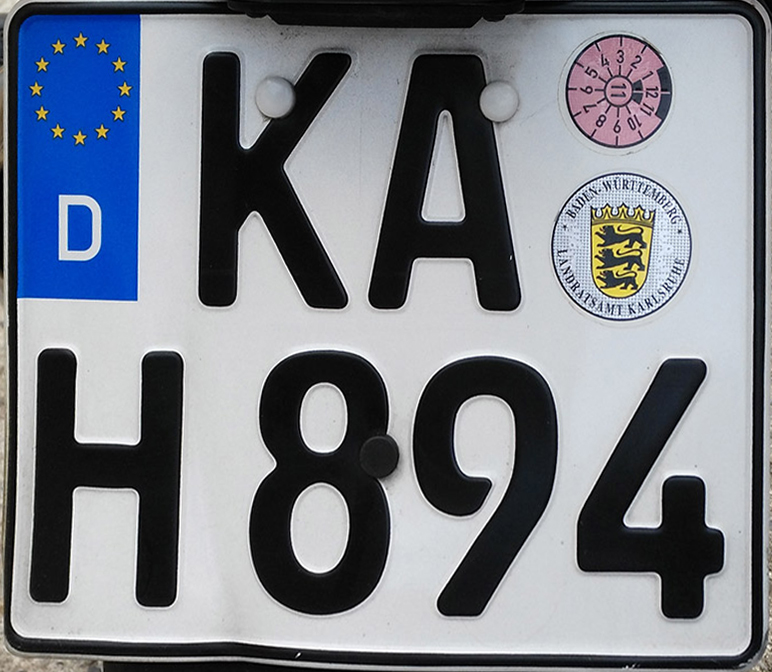
Formato per motocicli cessato nel 2011

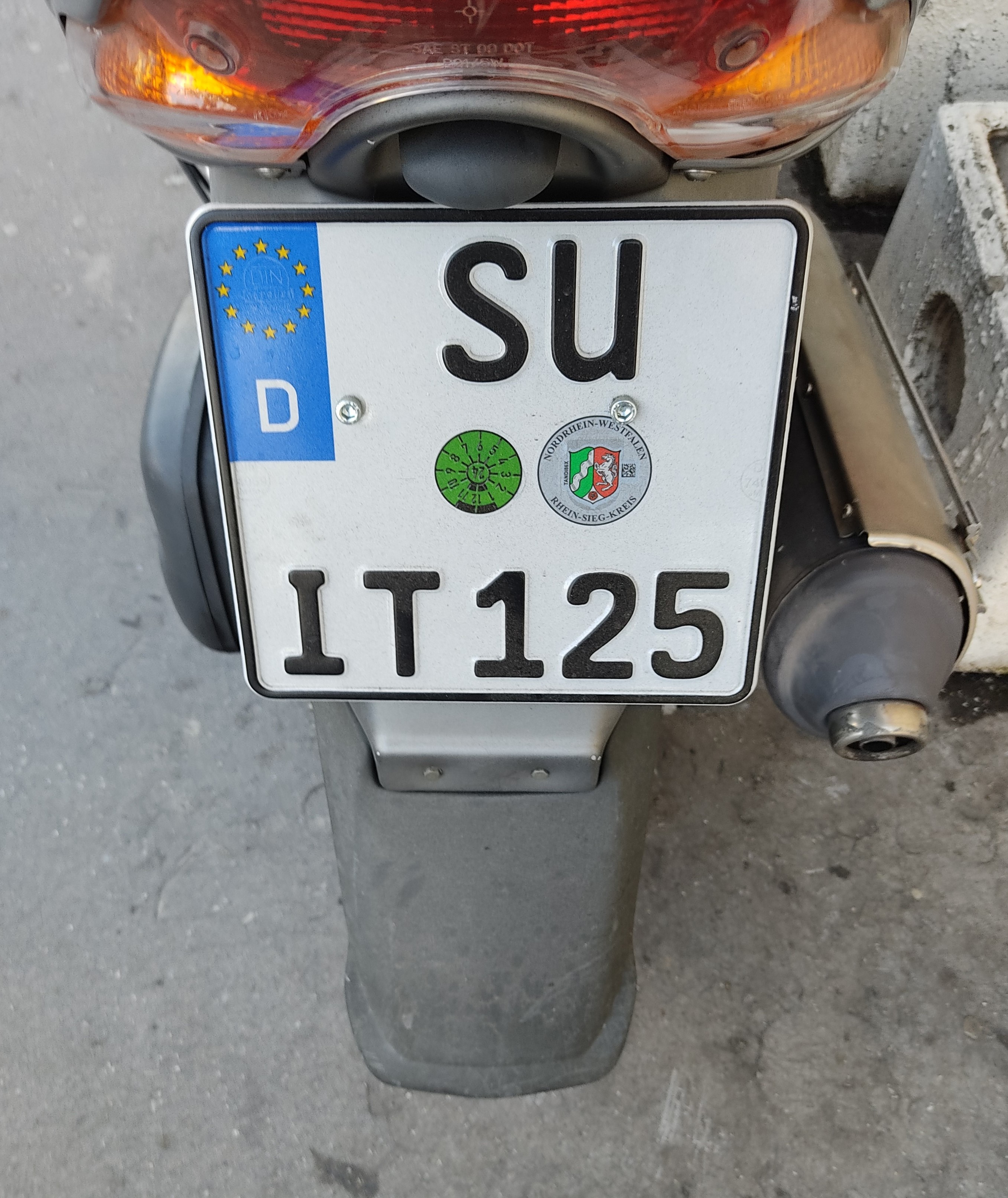
Formato per moto e scooter >125 cm³ introdotto nel 2011

- Formato standard su un'unica riga per autoveicoli: 520 × 110 mm.
- Formato su doppia linea per autoveicoli: 340 × 200 mm.
- Formato su due righe per motocicli e scooter >125 cm³ fino a giugno 2011: lunghezza massima di 280 × 200 mm.
- Formato su doppia linea per motocicli e scooter >125 cm³ da giugno 2011: 180 × 200 mm o 220 × 200 mm. I caratteri sono un po' più piccoli di quelli usati negli altri formati e i due bollini circolari si trovano tra le due righe della targa d'immatricolazione.
- Formato ridotto su due righe per veicoli e motocicli leggeri (≤125 cm³), macchine agricole e rimorchi agricoli: 255 × 130 mm[7].

## Targhe speciali

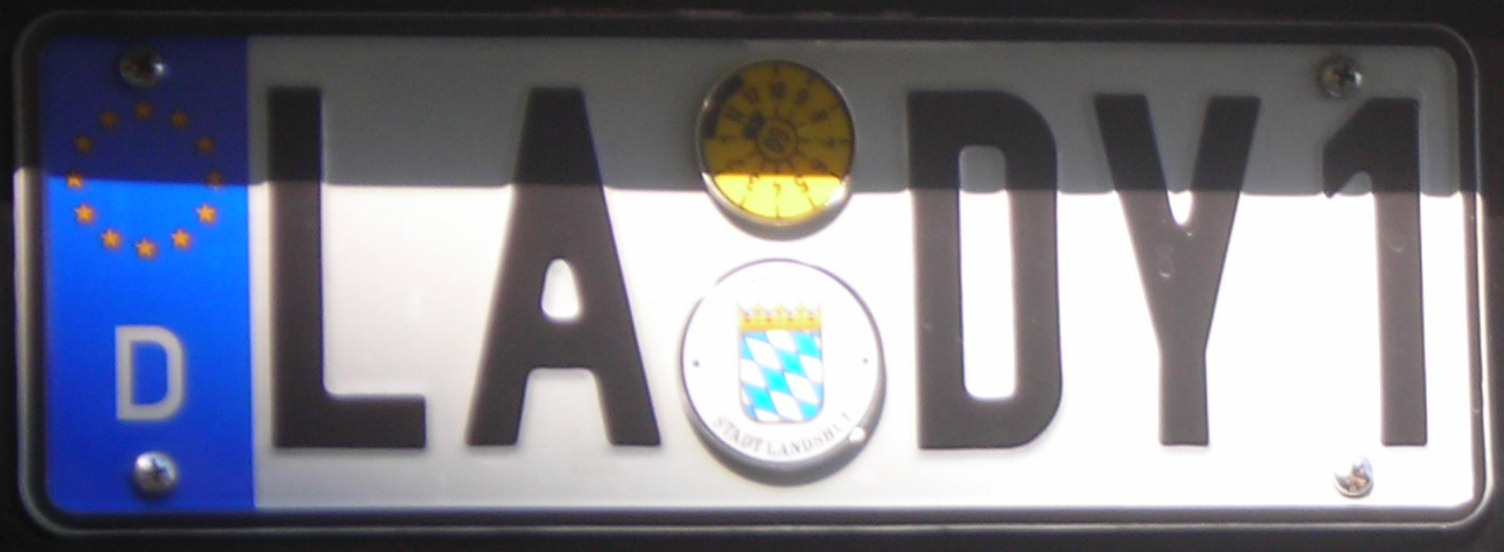
Una targa personalizzata

- Dal 1994 è possibile, pagando una sovrattassa di 10,20 €, avere una targa personalizzata scegliendo la coda alfanumerica dopo la sigla identificativa del circondario. Attualmente quasi tutti gli uffici di immatricolazione tedeschi consentono la prenotazione online, che però comporta un ulteriore addebito di 2,60 €, per un costo aggiuntivo totale di 12,80 €.

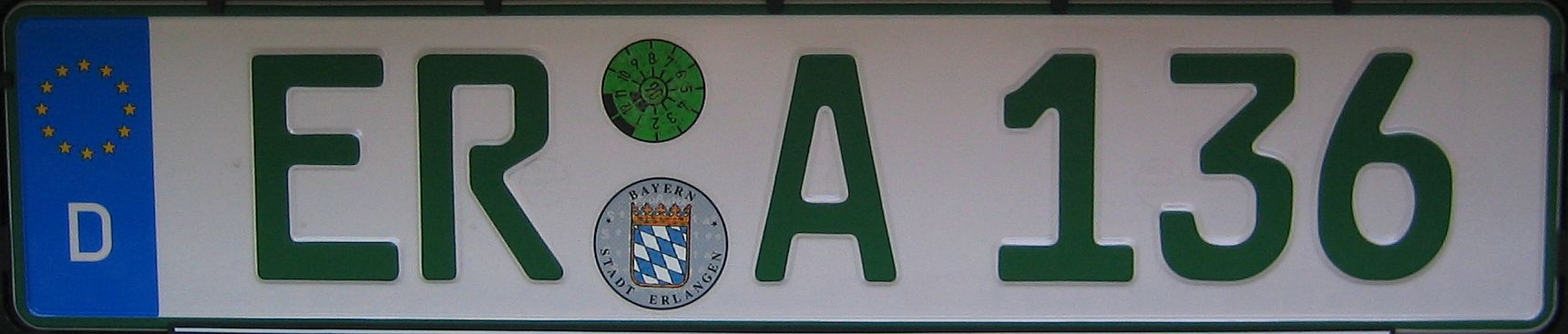
Targa per veicolo esentasse

- Le targhe dei veicoli esenti da tasse (per esempio ambulanze, trattori e rimorchi agricoli, carrelli per il trasporto di imbarcazioni o di alianti) si contraddistinguono per i caratteri verdi. Anche i rimorchi degli autotreni possono beneficiare dell'esenzione purché il proprietario paghi una sovrattassa sulla motrice.

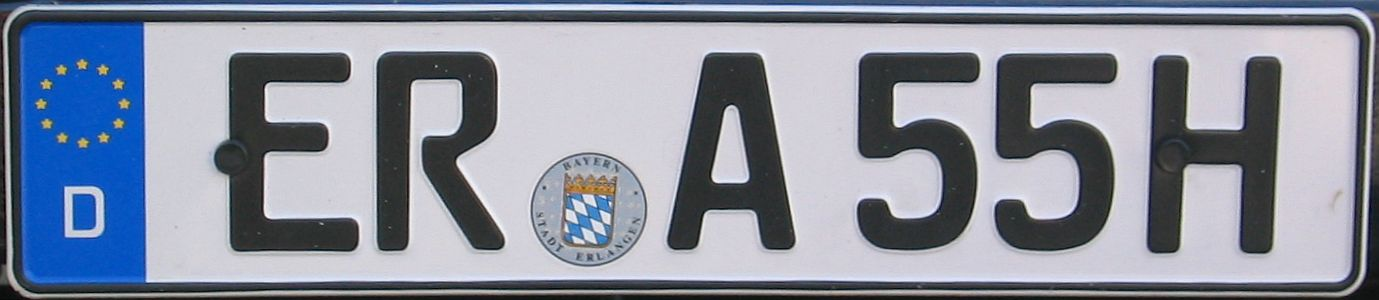
Esempio di formato per vetture d'epoca

- Dal 1º luglio 1997 le targhe dei veicoli d'epoca immatricolati da almeno 30 anni recano la lettera H (che sta per Historisch) a destra, dopo la sequenza alfanumerica. La vettura dev'essere in gran parte originale e in condizioni tali da permetterne la conservazione. Per l'ottenimento della targa H dev'essere fatta domanda alle autorità della motorizzazione civile, corredata del Gutachten für die Einstufung als Oldtimer nach § 23 StVZO ("Certificato per la classificazione come veicolo d'epoca in base al § 23 del Codice della circolazione stradale") a dimostrazione della sufficiente originalità, rilasciato ad esempio sia dal TÜV che dalla Dekra. In presenza della perizia, la targa è disponibile non prima che siano trascorsi esattamente 30 anni dalla data della prima immatricolazione. I proprietari sono tenuti a pagare una tassa annuale di circa 190 euro.

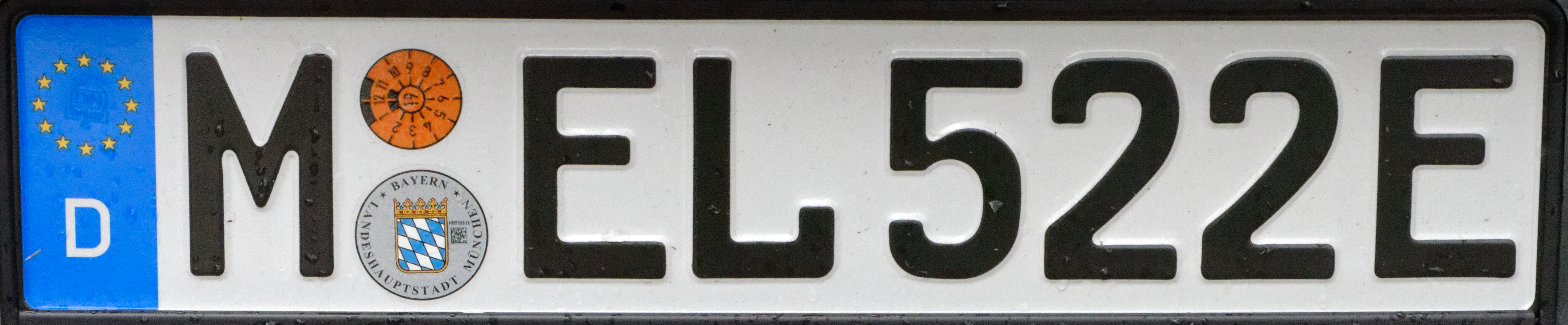
Formato per veicoli elettrici

- Nel 2014 la legge sull'elettromobilità aveva previsto targhe specifiche per i veicoli elettrici fino a un peso lordo dell'automezzo non superiore a 4250 kg (9370 libbre), in concomitanza con l'introduzione delle auto elettriche ibride plug-in e di motori alimentati da celle a combustibile, al fine di attuare e monitorare le regole speciali per i veicoli suddetti[8]. La Federazione nazionale per la mobilità elettrica aveva proposto una nuova targa con blocco alfanumerico analogo a quello vigente per le auto d'epoca, tranne che per la lettera posizionata dopo le cifre, una E invece della "H".
Le targhe (anche stagionali) che recano la "E" al termine della sequenza sono state emesse dagli uffici d'immatricolazione a partire dal 26 settembre 2015. 
I conducenti stranieri che non abbiano già una targa o un bollino attestante l'alimentazione elettrica del proprio veicolo e che richiedano una targa che la segnali necessitano, invece dell'apposita targa con la "E" finale, di un badge rilasciato dall'ufficio di immatricolazione distrettuale al costo di 11 euro.

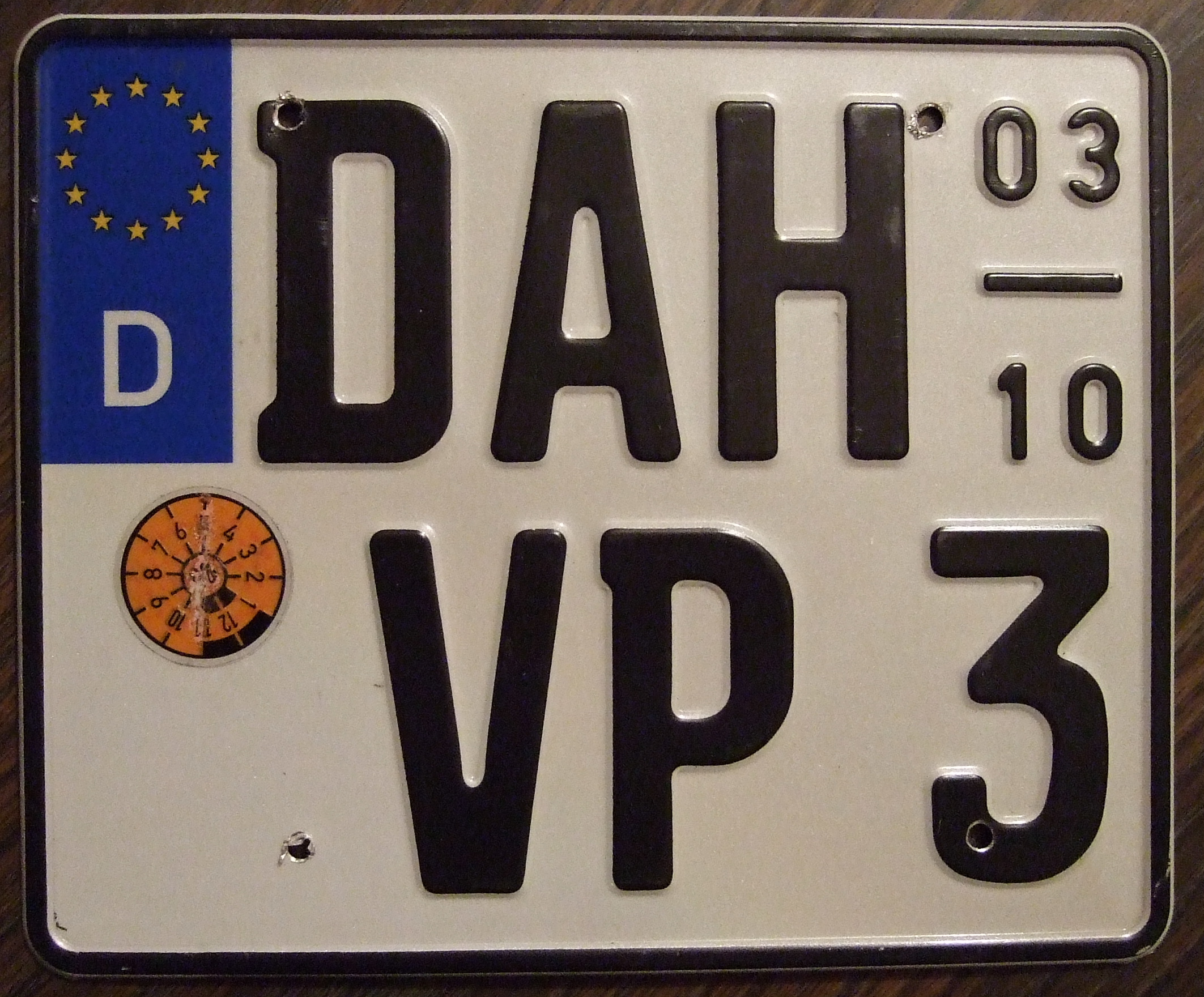
Targa stagionale

- Le cosiddette "targhe stagionali" sono apposte dal 1997 a veicoli, come camper, vetture cabriolet e motocicli, che non si usano tutto l'anno; per tale ragione i proprietari beneficiano di sgravi fiscali. Queste targhe riportano a destra due cifre corrispondenti al mese d'inizio (sopra) e a quello di termine (sotto) della validità, separate da una linea orizzontale; nella targa su due righe della foto esemplificativa, la durata è compresa tra marzo (03) e ottobre (10).

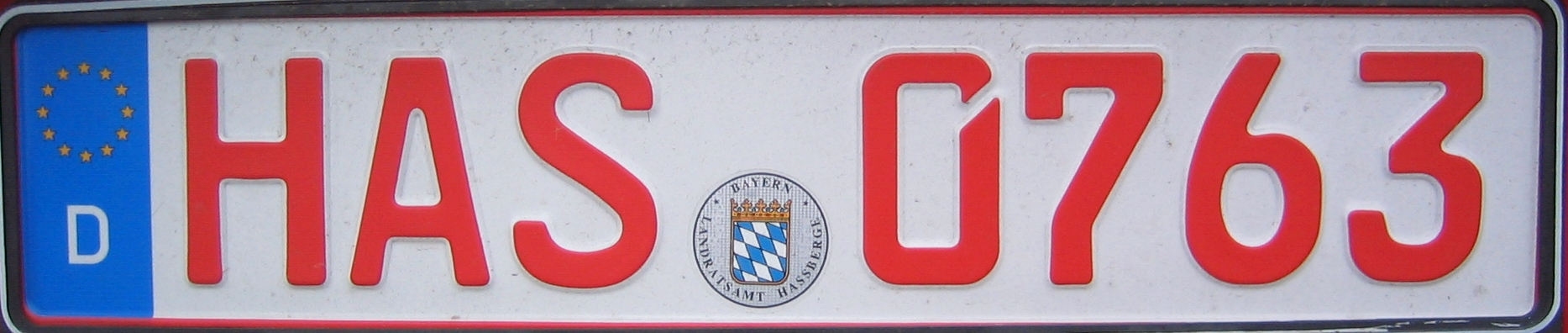
Targa di prova apposta su un veicolo d'epoca (serie "07")

- Le targhe prova si differenziano da quelle ordinarie per il colore rosso dei caratteri e la mancanza del bollino superiore. La sequenza successiva alla sigla del circondario consiste in un numero di cinque cifre. Le targhe con le cifre iniziali 05 e 06 sono riservate ai proprietari di concessionarie, garage o autofficine responsabili del controllo tecnico. Dal momento che l'assicurazione e la responsabilità civile sono legate alla targa e non alla vettura, il collaudatore non può effettuare test drive senza avere con sé il libretto di circolazione. Qui devono essere riportati la data, l'indicazione di quando ha inizio e quando termina la prova su strada, le generalità del conducente (compreso il suo indirizzo), la classe e la casa costruttrice del veicolo, il numero di identificazione del veicolo stesso e il percorso. Le targhe con le cifre iniziali 07, invece, possono essere assegnate anche a proprietari privati, di solito collezionisti di auto d'epoca, purché i veicoli a loro intestati possano circolare su strade pubbliche e siano immatricolati da almeno 30 anni. Anteriormente al 1º marzo 2007 questo codice era previsto per veicoli immatricolati da almeno 20 anni.

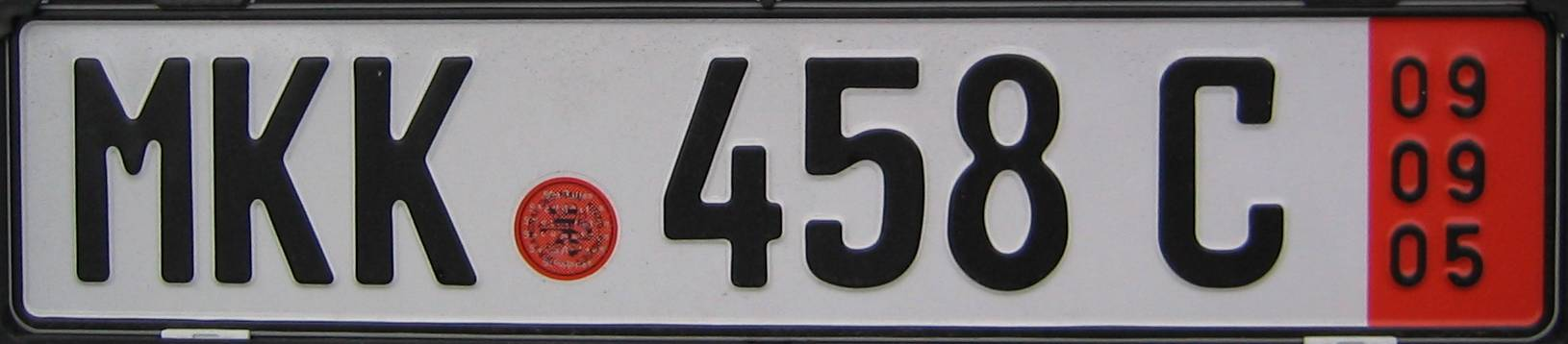
Targa da esportazione

- In Germania ci sono due tipi di targhe provvisorie, ambedue sprovviste del bollino superiore (attestante il controllo tecnico periodico). Un primo tipo, introdotto nel 1988, viene rilasciato a stranieri per esportare un veicolo e si distingue per una fascia rossa sulla destra della targa con incisa in caratteri neri la data di scadenza della validità (giorno, mese e anno, indicati con due cifre); le norme di registrazione previste sono analoghe a quelle delle targhe non temporanee. Assieme a queste targhe "turistiche", che hanno una durata variabile da 15 giorni a un anno, viene emesso un libretto di circolazione identico a quello definitivo, che reca l'indirizzo del proprietario nel Paese di origine e non il domicilio in Germania.

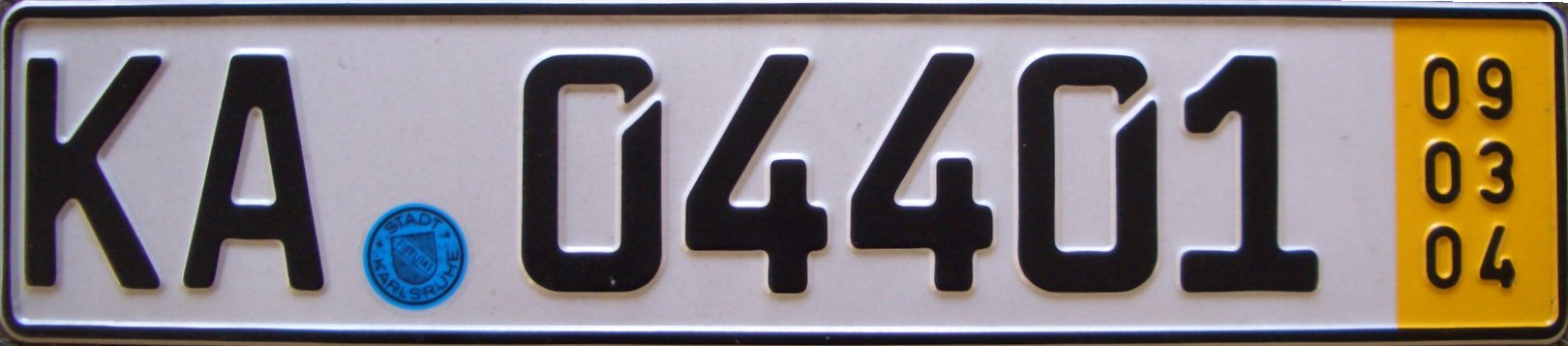
Targa provvisoria con validità di 5 giorni

- Nel 1998 sono state introdotte targhe d'immatricolazione valide unicamente all'interno dei confini nazionali tedeschi, con la fascia gialla sulla destra e una validità di soli cinque giorni; è questo il secondo tipo di targhe provvisorie, le quali hanno dopo la sigla del circondario un numero di cifre variabile da quattro a sei (inizialmente era sempre 04, da marzo 2007 anche 03). Sono emesse con un mini-libretto di circolazione di colore rosa e rilasciate senza i dati del veicolo, dal momento che è il proprietario stesso a scriverli. Con questo tipo di targa è possibile condurre non solo un'auto precedentemente immatricolata in Germania ma anche una proveniente da qualsiasi altro Stato del mondo, a patto che sia munita dei precedenti documenti di immatricolazione del Paese di origine per i veicoli usati o di certificato di conformità per quelli nuovi. Pagando una piccola differenza è possibile comunque estendere la validità della targa a tutti i Paesi membri del sistema delle Carte verdi internazionali, per permettere l'esportazione del veicolo. Dal 1º aprile 2015, insieme alla targa, viene rilasciato un nuovo documento denominato Fahrzeugschein für Kurzzeitkennzeichen e i relativi dati vengono registrati a cura della motorizzazione tedesca. Nonostante ciò gli intestatari dei veicoli tramite queste targhe con fascia gialla non risultano nell'estratto cronologico del veicolo, e i dati vengono raccolti solo per le eventuali infrazioni.

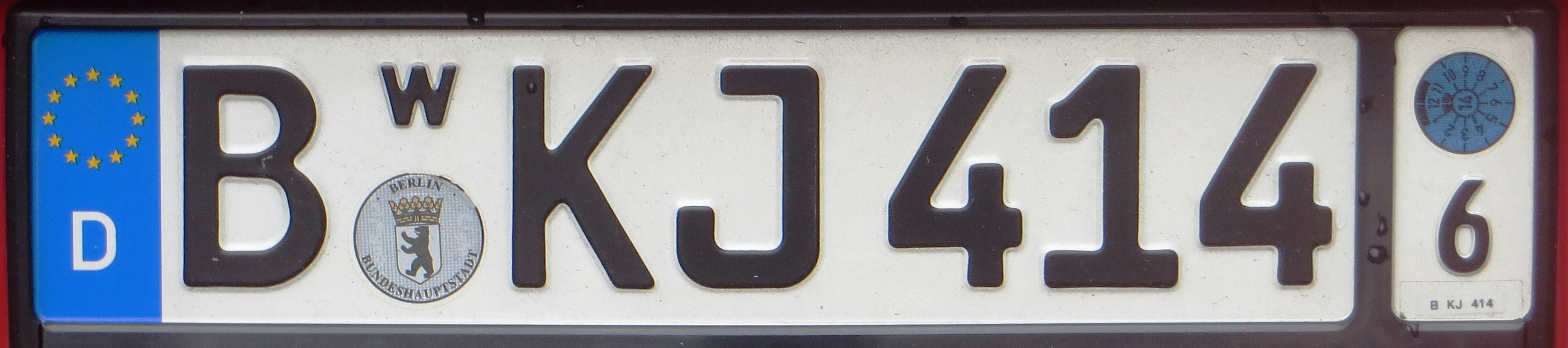
Targa d'immatricolazione trasferibile, con il numero identificativo del veicolo impresso in piccolo nel portatarga a destra

- Dal 1º luglio 2012 è possibile immatricolare due veicoli con un'unica targa, a condizione che appartengano alla medesima categoria e che la targa non venga usata contemporaneamente ma alternativamente sui due automezzi. Tale innovazione ha rappresentato una semplificazione burocratica volta a ridurre la vecchia regola delle omologazioni a tempo (vd. sopra), che permetteva di utilizzare alcuni veicoli solo in alcuni periodi dell'anno. Nel portatarga fisso è riportato, sotto il bollino di controllo, il numero identificativo del veicolo; la targa d'immatricolazione è asportabile e si contraddistingue per una "W" (iniziale di Wechselkennzeichen, cioè "targa trasferibile") di dimensioni ridotte, in alto, tra la sigla del circondario e la coda alfanumerica[9].

## Veicoli circolanti nell'aeroporto di Düsseldorf

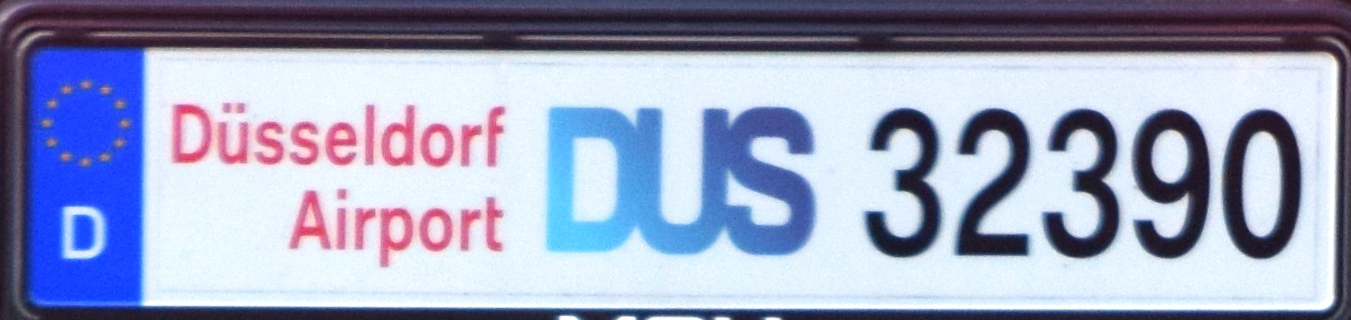
Targa di un veicolo circolante nell'aeroporto di Düsseldorf

Sui veicoli circolanti esclusivamente nell'aeroporto di Düsseldorf e nella relativa area di stazionamento sono apposte targhe speciali che presentano a sinistra la banda blu UE sopra la lettera "D" bianca come quelle ordinarie. La sigla DUS, azzurra, è seguita da un numero progressivo (attualmente composto da cinque cifre) di colore nero e preceduta dalle parole rosse, su doppia linea ed allineate a destra, "Düsseldorf Airport".

## Veicoli elettrici dell'isola di Langeoog

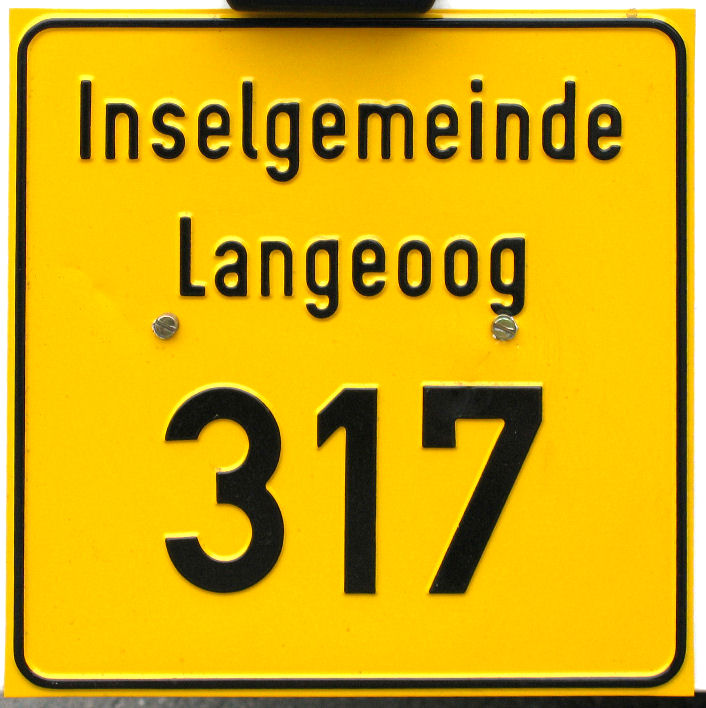
Targa di un veicolo elettrico con permesso di circolare nell'isola di Langeoog

Il governo locale di Langeoog, una delle sette isole abitate dell'arcipelago delle Frisone Orientali (sigla: WTM), non permette la circolazione agli automezzi privati ma ai soli veicoli elettrici comunali, di emergenza o aziendali. Questi sono provvisti di targhe speciali di forma quadrata e caratteri neri su fondo giallo, con la scritta su due righe e centrata Inselgemeinde Langeoog ("Comunità insulare di Langeoog") che sormonta un numero progressivo composto da tre cifre.

## Codici emessi con continuità e circondari o città corrispondenti

Carta con la suddivisione della Germania in circondari e le sigle automobilistiche corrispondenti

Le città extracircondariali (kreisfreien Städte) o con status speciale e i comuni indipendenti sono scritti in grassetto, i circondari (Landkreise o Kreise), le grandi città di circondario e le comunità amministrative (Gemeindeverbänden) in caratteri normali.
| A   | Augusta (Augsburg)                                                                                                   |
| A   | Circondario di Augusta                                                                                               |
| AA  | Circondario di Ostalb (Ostalbkreis) (capoluogo: Aalen)                                                               |
| AB  | Aschaffenburg |
| AB  | Circondario di Aschaffenburg                                                                                         |
| ABG | Circondario dell'Altenburger Land (capoluogo: Altenburg)                                                             |
| ABI | Circondario dell'Anhalt-Bitterfeld (capoluogo: Köthen/Anhalt)                                                        |
| AC  | Aquisgrana (Aachen)                                                                                                  |
| AIC | Aichach-Friedberg |
| AK  | Altenkirchen |
| AM  | Amberg |
| AN  | Ansbach |
| AN  | Circondario di Ansbach                                                                                               |
| AÖ  | Altötting |
| AP  | Circondario del Weimarer Land (capoluogo: Apolda)                                                                    |
| AS  | Amberg-Sulzbach |
| AUR | Aurich |
| AW  | Ahrweiler |
| AZ  | Alzey-Worms |
| B   | Berlino (Berlin) |
| BA  | Bamberga (Bamberg)                                                                                                   |
| BA  | Circondario di Bamberga                                                                                              |
| BAD | Baden-Baden |
| BAR | Circondario del Barnim (capoluogo: Eberswalde)                                                                       |
| BB  | Böblingen |
| BBL | Brandeburgo, Governo e Parlamento (Brandenburg Landesregierung und Landtag)                                          |
| BC  | Biberach |
| BGL | Circondario del Berchtesgadener Land (capoluogo: Bad Reichenhall)                                                    |
| BI  | Bielefeld |
| BIR | Birkenfeld |
| BIT | Circondario dell'Eifel-Bitburg-Prüm (capoluogo: Bitburg)                                                             |
| BK  | Circondario della Börde (Bördekreis)                                                                                 |
| BL  | Circondario dello Zollernalb (Zollernalbkreis) (capoluogo: Balingen)                                                 |
| BLK | Circondario del Burgenland (Burgenlandkreis) (capoluogo: Naumburg/Saale)                                             |
| BM  | Circondario del Reno-Erft (Rhein-Erft-Kreis) (capoluogo: Bergheim)                                                   |
| BN  | Bonn |
| BO  | Bochum |
| BOR | Borken |
| BOT | Bottrop |
| BRA | Circondario del Wesermarsch (capoluogo: Brake)                                                                       |
| BRB | Brandeburgo sulla Havel (Brandeburg an der Havel)                                                                    |
| BS  | Braunschweig |
| BT  | Bayreuth |
| BT  | Circondario di Bayreuth                                                                                              |
| BWL | Baden-Württemberg, Governo e Parlamento (Baden-Württemberg Landesregierung und Landtag)                              |
| BYL | Baviera, Governo e Parlamento (Bayern Landesregierung und Landtag)                                                   |
| BZ  | Bautzen / Budyšin |
| C   | Chemnitz |
| CB  | Cottbus / Chóśebuz                                                                                                   |
| CE  | Celle |
| CHA | Cham |
| CLP | Cloppenburg |
| CO  | Coburgo (Coburg) |
| CO  | Circondario di Coburgo                                                                                               |
| COC | Cochem-Zell |
| COE | Coesfeld |
| CUX | Cuxhaven |
| CW  | Calw |
| D   | Düsseldorf |
| DA  | Darmstadt |
| DA  | Circondario di Darmstadt-Dieburg                                                                                     |
| DAH | Dachau |
| DAN | Lüchow-Dannenberg |
| DAU | Circondario del Vulkaneifel (capoluogo: Daun)                                                                        |
| DD  | Dresda (Dresden) |
| DE  | Dessau-Roßlau |
| DEG | Deggendorf |
| DEL | Delmenhorst |
| DGF | Dingolfing-Landau |
| DH  | Diepholz |
| DLG | Dillingen an der Donau                                                                                               |
| DN  | Düren |
| DO  | Dortmund |
| DON | Circondario del Danubio-Ries (Donau-Ries) (capoluogo: Donauwörth)                                                    |
| DU  | Duisburg |
| DÜW | Bad Dürkheim an der Weinstraße                                                                                       |
| E   | Essen |
| EA  | Eisenach |
| EBE | Ebersberg |
| ED  | Erding |
| EE  | Circondario dell'Elba-Elster (Elbe-Elster) (capoluogo: Herzberg/Elster)                                              |
| EF  | Erfurt |
| EI  | Eichstätt |
| EIC | Circondario dell'Eichsfeld (capoluogo: Heilbad Heiligenstadt)                                                        |
| EL  | Circondario dell'Emsland (capoluogo: Meppen)                                                                         |
| EM  | Emmendingen |
| EMD | Emden |
| EMS | Circondario del Reno-Lahn (Rhein-Lahn-Kreis) (capoluogo: Bad Ems)                                                    |
| EN  | Circondario dell'Ennepe-Ruhr (capoluogo: Schwelm)                                                                    |
| ER  | Erlangen |
| ERB | Circondario dell'Odenwald (capoluogo: Erbach)                                                                        |
| ERH | Erlangen-Höchstadt                                                                                                   |
| ERZ | Circondario dei Monti Metalliferi (Erzgebirgskreis) (capoluogo: Annaberg-Buchholz)                                   |
| ES  | Esslingen |
| ESW | Circondario di Werra-Meißner (capoluogo: Eschwege)                                                                   |
| EU  | Euskirchen |
| F   | Francoforte sul Meno (Frankfurt am Main)                                                                             |
| FB  | Circondario della Wetterau (capoluogo: Friedberg in Assia)                                                           |
| FD  | Fulda |
| FDS | Freudenstadt |
| FF  | Francoforte sull'Oder (Frankfurt an der Oder)                                                                        |
| FFB | Fürstenfeldbruck |
| FG  | Circondario della Sassonia Centrale (capoluogo: Freiberg)                                                            |
| FL  | Flensburgo (Flensburg)                                                                                               |
| FN  | Circondario del Lago di Costanza (capoluogo: Friedrichshafen)                                                        |
| FO  | Forchheim |
| FR  | Friburgo in Brisgovia (Freiburg im Breisgau)                                                                         |
| FR  | Circondario di Brisgovia-Alta Foresta Nera (Breisgau-Hochschwarzwald)                                                |
| FRG | Freyung-Grafenau |
| FRI | Circondario della Frisia (Friesland) (capoluogo: Jever)                                                              |
| FS  | Frisinga (Freising)                                                                                                  |
| FT  | Frankenthal (Pfalz)                                                                                                  |
| FÜ  | Fürth |
| FÜ  | Circondario di Fürth                                                                                                 |
| G   | Gera |
| GAP | Garmisch-Partenkirchen                                                                                               |
| GE  | Gelsenkirchen |
| GER | Germersheim |
| GF  | Gifhorn |
| GG  | Groß-Gerau |
| GI  | Gießen |
| GL  | Circondario del Reno-Berg (Rheinisch-Bergischer Kreis) (capoluogo: Bergisch Gladbach)                                |
| GM  | Circondario di Oberberg (Oberbergischer Kreis) (capoluogo: Gummersbach)                                              |
| GÖ  | Gottinga (Göttingen)                                                                                                 |
| GP  | Göppingen |
| GR  | Görlitz |
| GRZ | Greiz |
| GS  | Goslar |
| GT  | Gütersloh |
| GTH | Gotha |
| GZ  | Günzburg |
| H   | Hannover |
| HA  | Hagen |
| HAL | Halle (Saale) |
| HAM | Hamm |
| HAS | Circondario degli Haßberge (capoluogo: Haßfurt)                                                                      |
| HB  | Brema (Hansestadt Bremen)                                                                                            |
| HBN | Hildburghausen |
| HD  | Heidelberg |
| HD  | Circondario del Reno-Neckar (Rhein-Neckar-Kreis)                                                                     |
| HDH | Heidenheim |
| HE  | Helmstedt |
| HEF | Hersfeld-Rotenburg                                                                                                   |
| HEI | Circondario del Dithmarschen (capoluogo: Heide)                                                                      |
| HEL | Assia, Governo e Parlamento (Hessen Landesregierung und Landtag)                                                     |
| HER | Herne |
| HF  | Herford |
| HG  | Circondario dell'Alto Taunus (Hochtaunuskreis) (capoluogo: Bad Homburg vor der Höhe)                                 |
| HGW | Greifswald (Hansestadt Greifswald)                                                                                   |
| HH  | Amburgo (Hansestadt Hamburg)                                                                                         |
| HI  | Hildesheim |
| HK  | Circondario della Landa (Heidekreis) (capoluogo: Bad Fallingbostel)                                                  |
| HL  | Lubecca (Hansestadt Lübeck)                                                                                          |
| HM  | Hameln-Pyrmont |
| HN  | Heilbronn |
| HN  | Circondario di Heilbronn                                                                                             |
| HO  | Hof |
| HO  | Circondario di Hof                                                                                                   |
| HOL | Holzminden |
| HOM | Circondario del Saarpfalz (Saarpfalz-Kreis) (capoluogo: Homburg)                                                     |
| HP  | Circondario della Bergstraße (capoluogo: Heppenheim)                                                                 |
| HR  | Circondario dello Schwalm-Eder (Schwalm-Eder-Kreis) (capoluogo: Homberg/Efze)                                        |
| HRO | Rostock (Hansestadt Rostock)                                                                                         |
| HS  | Heinsberg |
| HSK | Circondario dell'Alto Sauerland (Hochsauerlandkreis) (capoluogo: Meschede)                                           |
| HST | Stralsund (Hansestadt Stralsund)                                                                                     |
| HU  | Hanau |
| HVL | Circondario della Havelland (capoluogo: Rathenow)                                                                    |
| HWI | Wismar (Hansestadt Wismar)                                                                                           |
| HX  | Höxter |
| HZ  | Circondario dello Harz (capoluogo: Halberstadt)                                                                      |
| IGB | Sankt Ingbert |
| IK  | Circondario dell'Ilm (Ilm-Kreis) (capoluogo: Arnstadt)                                                               |
| IN  | Ingolstadt |
| IZ  | Circondario di Steinburg (capoluogo: Itzehoe)                                                                        |
| J   | Jena |
| JL  | Circondario del Jerichower Land (capoluogo: Burg)                                                                    |
| K   | Colonia (Köln) |
| KA  | Karlsruhe |
| KA  | Circondario di Karlsruhe                                                                                             |
| KB  | Circondario di Waldeck-Frankenberg (capoluogo: Korbach)                                                              |
| KC  | Kronach |
| KE  | Kempten |
| KEH | Kelheim |
| KF  | Kaufbeuren |
| KG  | Bad Kissingen |
| KH  | Bad Kreuznach |
| KI  | Kiel |
| KIB | Circondario del Donnersberg (capoluogo: Kirchheimbolanden)                                                           |
| KL  | Kaiserslautern |
| KL  | Circondario di Kaiserslautern                                                                                        |
| KLE | Kleve |
| KN  | Costanza (Konstanz)                                                                                                  |
| KO  | Coblenza (Koblenz)                                                                                                   |
| KR  | Krefeld |
| KS  | Kassel |
| KS  | Circondario di Kassel                                                                                                |
| KU  | Kulmbach |
| KÜN | Circondario di Hohenlohe (capoluogo: Künzelsau)                                                                      |
| KUS | Kusel |
| KT  | Kitzingen |
| KYF | Circondario del Kyffhäuser (Kyffhäuserkreis) (capoluogo: Sondershausen)                                              |
| L   | Lipsia (Leipzig) |
| L   | Circondario di Lipsia                                                                                                |
| LA  | Landshut |
| LA  | Circondario di Landshut                                                                                              |
| LAU | Circondario del Nürnberger Land (capoluogo: Lauf an der Pegnitz)                                                     |
| LB  | Ludwigsburg |
| LD  | Landau in der Pfalz                                                                                                  |
| LDK | Circondario di Lahn-Dill (Lahn-Dill-Kreis) (capoluogo: Gießen)                                                       |
| LDS | Circondario di Dahme-Spreewald (Landkreis Dahme-Spreewald) (capoluogo: Lübben)                                       |
| LER | Leer |
| LEV | Leverkusen |
| LG  | Luneburgo (Lüneburg)                                                                                                 |
| LI  | Lindau |
| LIF | Lichtenfels |
| LIP | Circondario della Lippe                                                                                              |
| LL  | Landsberg am Lech |
| LM  | Limburg-Weilburg |
| LÖ  | Lörrach |
| LOS | Circondario dell'Oder-Sprea (Landkreis Oder-Spree)                                                                   |
| LRO | Circondario di Rostock (Landkreis Rostock)                                                                           |
| LSA | Sassonia-Anhalt, Governo e Parlamento (Sachsen Anhalt Landesregierung und Landtag)                                   |
| LSN | Sassonia, Governo e Parlamento (Sachsen Landesregierung und Landtag)                                                 |
| LU  | Ludwigshafen am Rhein                                                                                                |
| LUP | Ludwigslust-Parchim                                                                                                  |
| M   | Monaco di Baviera (München)                                                                                          |
| M   | Circondario di Monaco di Baviera                                                                                     |
| MA  | Mannheim |
| MB  | Miesbach |
| MD  | Magdeburgo (Magdeburg)                                                                                               |
| ME  | Mettmann |
| MEI | Meißen |
| MG  | Mönchengladbach |
| MH  | Mülheim an der Ruhr                                                                                                  |
| MI  | Minden-Lübbecke |
| MIL | Miltenberg |
| MK  | Circondario della Marca (Märkischer Kreis) (capoluogo: Lüdenscheid)                                                  |
| MKK | Circondario del Meno-Kinzig (Main-Kinzig-Kreis) (capoluogo: Gelnhausen)                                              |
| MM  | Memmingen |
| MN  | Circondario della Bassa Algovia (Unterallgäu) (capoluogo: Mindelheim)                                                |
| MOD | Marktoberdorf |
| MOL | Circondario del Märkisch-Oderland (capoluogo: Seelow)                                                                |
| MOS | Circondario di Neckar-Odenwald (capoluogo: Mosbach)                                                                  |
| MR  | Marburgo-Biedenkopf (Marburg-Biedenkopf)                                                                             |
| MS  | Münster |
| MSE | Circondario della Terra dei Laghi del Meclemburgo (Mecklenburgische Seenplatte) (capoluogo: Neubrandenburg)          |
| MSH | Circondario di Mansfeld-Harz Meridionale (Mansfeld-Südharz) (capoluogo: Sangerhausen)                                |
| MSP | Circondario del Meno-Spessart (Main-Spessart) (capoluogo: Karlstadt)                                                 |
| MST | Circondario del Meclemburgo-Strelitz (Mecklenburg-Strelitz) (capoluogo: Neustrelitz)                                 |
| MTK | Circondario del Meno-Taunus (Main-Taunus-Kreis) (capoluogo: Hofheim am Taunus)                                       |
| MUC | Monaco di Baviera (München)                                                                                          |
| MÜ  | Mühldorf am Inn |
| MVL | Meclemburgo-Pomerania Anteriore, Governo e Parlamento (Mecklenburg-Vorpommern Landesregierung und Landtag)           |
| MYK | Mayen-Coblenza (Mayen-Koblenz)                                                                                       |
| MYK | Andernach |
| MZ  | Magonza (Mainz) |
| MZ  | Circondario di Magonza-Bingen                                                                                        |
| MZG | Merzig-Wadern |
| N   | Norimberga (Nürnberg)                                                                                                |
| N   | Circondario del Nürnberger Land                                                                                      |
| NB  | Neubrandenburg |
| ND  | Neuburg an der Donau-Schrobenhausen                                                                                  |
| NDH | Nordhausen |
| NE  | Circondario del Reno-Neuss (Rhein-Kreis Neuss) (capoluogo: Neuss)                                                    |
| NEA | Neustadt an der Aisch-Bad Windsheim                                                                                  |
| NES | Circondario del Rhön-Grabfeld (capoluogo: Bad Neustadt an der Saale)                                                 |
| NEW | Neustadt an der Waldnaab                                                                                             |
| NF  | Circondario della Frisia Settentrionale (Nordfriesland) (capoluogo: Husum)                                           |
| NI  | Nienburg/Weser |
| NK  | Neunkirchen |
| NL  | Bassa Sassonia, Governo e Parlamento (Niedersachsen Landesregierung und Landtag)                                     |
| NM  | Neumarkt in der Oberpfalz                                                                                            |
| NMS | Neumünster |
| NOH | Contea di Bentheim (capoluogo: Nordhorn)                                                                             |
| NOM | Northeim |
| NR  | Neuwied |
| NRW | Renania Settentrionale-Vestfalia, Governo e Parlamento (Nordrhein-Westfalen Landesregierung und Landtag)             |
| NU  | Nuova Ulma (Neu-Ulm)                                                                                                 |
| NW  | Neustadt an der Weinstraße                                                                                           |
| NWM | Circondario del Meclemburgo Nordoccidentale (Nordwestmecklenburg) (capoluogo: Wismar)                                |
| OA  | Circondario dell'Alta Algovia (Oberallgäu) (capoluogo: Sonthofen)                                                    |
| OAL | Circondario dell'Algovia Orientale (Ostallgäu) (capoluogo: Marktoberdorf)                                            |
| OB  | Oberhausen |
| OD  | Circondario dello Stormarn (capoluogo: Bad Oldesloe)                                                                 |
| OE  | Olpe |
| OF  | Offenbach am Main |
| OF  | Circondario di Offenbach                                                                                             |
| OG  | Circondario dell'Ortenau (Ortenaukreis) (capoluogo: Offenburg)                                                       |
| OH  | Circondario dell'Holstein Orientale (Ostholstein) (capoluogo: Eutin)                                                 |
| OHA | Osterode am Harz |
| OHV | Circondario dell'Oberhavel (capoluogo: Oranienburg)                                                                  |
| OHZ | Osterholz |
| OL  | Oldenburg (Oldenburg)                                                                                                |
| OL  | Circondario di Oldenburg                                                                                             |
| OPR | Circondario dell'Ostprignitz-Ruppin (capoluogo: Neuruppin)                                                           |
| OS  | Osnabrück |
| OS  | Circondario di Osnabrück                                                                                             |
| OSL | Circondario dell'Oberspreewald-Lusazia (Oberspreewald-Lausitz) (capoluogo: Senftenberg)                              |
| P   | Potsdam |
| PA  | Passavia (Passau) |
| PA  | Circondario di Passavia                                                                                              |
| PAF | Pfaffenhofen an der Ilm                                                                                              |
| PAN | Circondario del Rottal-Inn (capoluogo: Pfarrkirchen)                                                                 |
| PB  | Paderborn |
| PE  | Peine |
| PF  | Pforzheim |
| PF  | Circondario dell'Enz (Enzkreis)                                                                                      |
| PI  | Pinneberg |
| PIR | Circondario della Svizzera Sassone-Monti Metalliferi Orientali (Sächsische Schweiz-Osterzgebirge) (capoluogo: Pirna) |
| PLÖ | Plön |
| PM  | Circondario di Potsdam-Mittelmark (capoluogo: Bad Belzig)                                                            |
| PR  | Circondario del Prignitz (capoluogo: Perleberg)                                                                      |
| PS  | Pirmasens |
| PS  | Circondario del Palatinato Sudoccidentale (Südwestpfalz)                                                             |
| R   | Ratisbona (Regensburg)                                                                                               |
| R   | Circondario di Ratisbona                                                                                             |
| RA  | Rastatt |
| RD  | Rendsburg-Eckernförde                                                                                                |
| RE  | Recklinghausen |
| REG | Regen |
| RH  | Roth |
| RO  | Rosenheim |
| RO  | Circondario di Rosenheim                                                                                             |
| ROW | Rotenburg (Wümme) |
| RP  | Circondario del Reno-Palatinato (Rhein-Pfalz-Kreis) (capoluogo: Ludwigshafen am Rhein)                               |
| RPL | Renania-Palatinato, Governo e Parlamento (Rheinland-Pfalz Landesregierung und Landtag)                               |
| RS  | Remscheid |
| RT  | Reutlingen |
| RÜD | Circondario di Rheingau-Taunus (capoluogo: Bad Schwalbach)                                                           |
| RV  | Ravensburg |
| RW  | Rottweil |
| RZ  | Ducato di Lauenburg (capoluogo: Ratzeburg)                                                                           |
| S   | Stoccarda (Stuttgart)                                                                                                |
| SAD | Schwandorf |
| SAL | Saarland, Governo e Parlamento (Saarland Landesregierung und Landtag)                                                |
| SAW | Circondario di Altmark Salzwedel (Altmarkkreis Salzwedel)                                                            |
| SB  | Saarbrücken |
| SC  | Schwabach |
| SDL | Stendal |
| SE  | Segeberg |
| SG  | Solingen |
| SH  | Schleswig-Holstein, Governo e Parlamento (Schleswig-Holstein Landesregierung und Landtag)                            |
| SHA | Schwäbisch Hall |
| SHG | Circondario della Schaumburg (capoluogo: Stadthagen)                                                                 |
| SHK | Circondario della Saale-Holzland (Saale-Holzland-Kreis) (capoluogo: Eisenberg)                                       |
| SHL | Suhl |
| SI  | Siegen-Wittgenstein                                                                                                  |
| SIG | Sigmaringen |
| SIM | Circondario del Reno-Hunsrück (Rhein-Hunsrück-Kreis) (capoluogo: Simmern/Hunsrück)                                   |
| SK  | Circondario della Saale (Saalekreis) (capoluogo: Merseburg)                                                          |
| SL  | Schleswig-Flensburgo (Schleswig-Flensburg)                                                                           |
| SLF | Saalfeld-Rudolstadt                                                                                                  |
| SLK | Circondario del Salzland (Salzlandkreis) (capoluogo: Bernburg/Saale)                                                 |
| SLS | Saarlouis |
| SM  | Smalcalda-Meiningen (Schmalkalden-Meiningen)                                                                         |
| SN  | Schwerin |
| SO  | Soest |
| SÖM | Sömmerda |
| SOK | Circondario della Saale-Orla (Saale-Orla-Kreis) (capoluogo: Schleiz)                                                 |
| SON | Sonneberg |
| SP  | Spira (Speyer) |
| SPN | Circondario della Sprea-Neiße (Spree-Neiße) (capoluogo: Forst/Lausitz)                                               |
| SR  | Straubing |
| SR  | Circondario di Straubing-Bogen                                                                                       |
| ST  | Steinfurt |
| STA | Starnberg |
| STD | Stade |
| SU  | Circondario del Reno-Sieg (Rhein-Sieg-Kreis) (capoluogo: Siegburg)                                                   |
| SÜW | Circondario della Weinstraße Meridionale (Südliche Weinstraße) (capoluogo: Landau in der Pfalz)                      |
| SW  | Schweinfurt |
| SW  | Circondario di Schweinfurt                                                                                           |
| SZ  | Salzgitter |
| TBB | Circondario del Meno-Tauber (capoluogo: Tauberbischofsheim)                                                          |
| TDO | Circondario della Sassonia Settentrionale (Nordsachsen) (Torgau-Delitzsch-Oschatz, capoluogo: Torgau)                |
| TF  | Circondario del Teltow-Fläming (capoluogo: Luckenwalde)                                                              |
| THL | Turingia, Governo e Parlamento (Thüringen Landesregierung und Landtag)                                               |
| TIR | Tirschenreuth |
| TÖL | Bad Tölz-Wolfratshausen                                                                                              |
| TR  | Treviri (Trier) |
| TR  | Circondario di Treviri-Saarburg                                                                                      |
| TS  | Traunstein |
| TÜ  | Tubinga (Tübingen)                                                                                                   |
| TUT | Tuttlingen |
| UE  | Uelzen |
| UH  | Circondario di Unstrut-Hainich (capoluogo: Mühlhausen/Thüringen)                                                     |
| UL  | Ulma (Ulm) |
| UL  | Circondario dell'Alb-Danubio                                                                                         |
| UM  | Circondario dell'Uckermark (capoluogo: Prenzlau)                                                                     |
| UN  | Unna |
| V   | Circondario del Vogtland (Vogtlandkreis) (capoluogo: Plauen)                                                         |
| VB  | Circondario del Vogelsberg (Vogelsbergkreis) (capoluogo: Lauterbach/Assia)                                           |
| VEC | Vechta |
| VER | Verden |
| VG  | Circondario della Pomerania Anteriore-Greifswald (Vorpommern-Greifswald) (capoluogo: Greifswald)                     |
| VIE | Viersen |
| VK  | Völklingen |
| VR  | Circondario della Pomerania Anteriore-Rügen (Vorpommern-Rügen) (capoluogo: Stralsund)                                |
| VS  | Circondario della Foresta Nera-Baar (Schwarzwald-Baar-Kreis) (capoluogo: Villingen-Schwenningen)                     |
| W   | Wuppertal |
| WAF | Warendorf |
| WAK | Circondario della Wartburg (Wartburgkreis) (capoluogo: Bad Salzungen)                                                |
| WB  | Wittenberg |
| WE  | Weimar |
| WEN | Weiden in der Oberpfalz                                                                                              |
| WES | Wesel |
| WI  | Wiesbaden |
| WIL | Bernkastel-Wittlich                                                                                                  |
| WF  | Wolfenbüttel |
| WHV | Wilhelmshaven |
| WL  | Circondario di Harburg (capoluogo: Winsen/Luhe)                                                                      |
| WM  | Weilheim-Schongau |
| WN  | Circondario del Rems-Murr (Rems-Murr-Kreis) (capoluogo: Waiblingen)                                                  |
| WND | St. Wendel |
| WO  | Worms |
| WOB | Wolfsburg |
| WST | Circondario dell'Ammerland (capoluogo: Westerstede)                                                                  |
| WT  | Waldshut |
| WTM | Wittmund |
| WÜ  | Würzburg |
| WÜ  | Circondario di Würzburg                                                                                              |
| WUG | Weißenburg-Gunzenhausen                                                                                              |
| WUN | Wunsiedel im Fichtelgebirge                                                                                          |
| WW  | Circondario del Westerwald (Westerwaldkreis) (capoluogo: Montabaur)                                                  |
| Z   | Zwickau |
| ZW  | Zweibrücken |
| ZW  | Circondario del Palatinato Sudoccidentale (Südwestpfalz)                                                             |

## Targhe diplomatiche, semidiplomatiche e codici non indicanti zone di immatricolazione

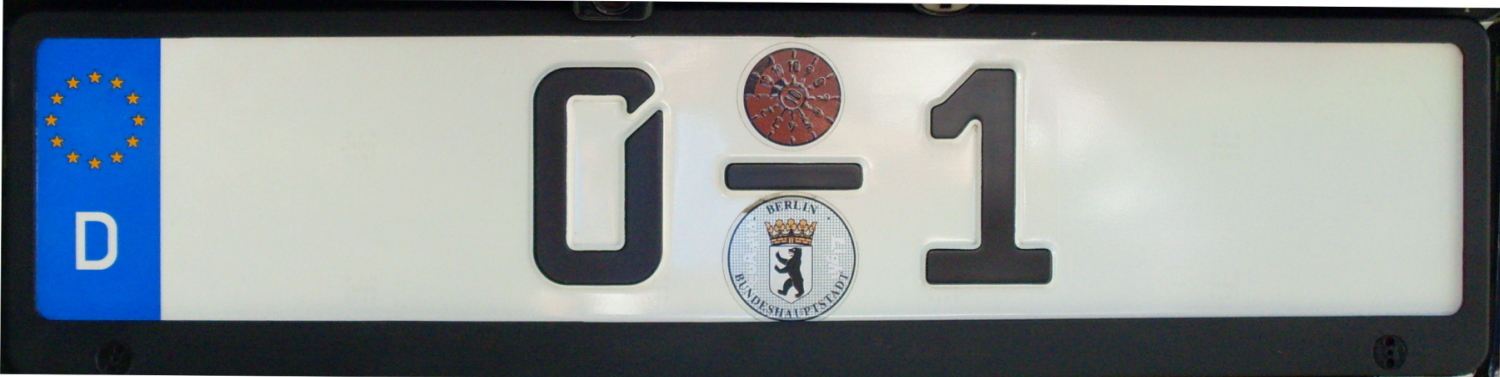
La serie "0–1" riservata alla vettura ufficiale del Presidente della Repubblica; il tratto della cifra "0" è interrotto in alto a destra per evitare che venga confusa con la lettera "O"

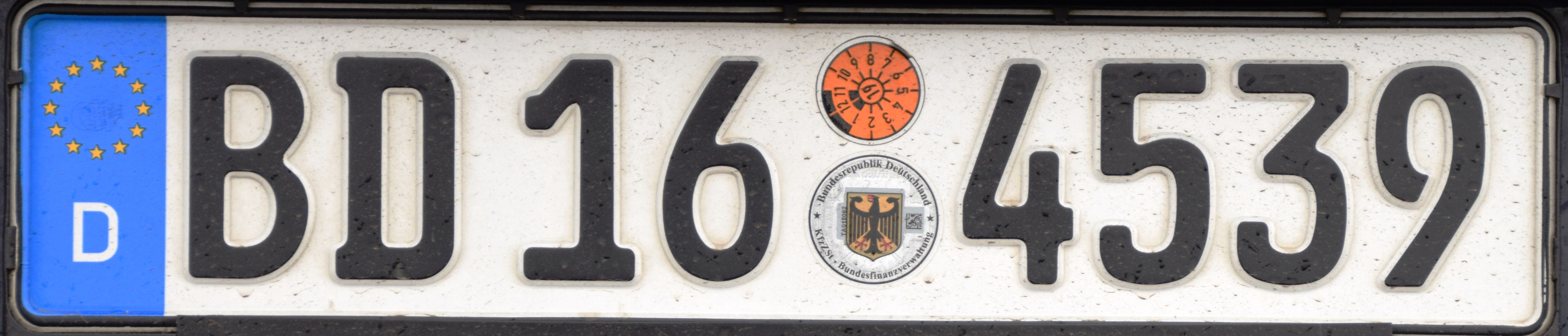
Targa di un'auto dell'Amministrazione delle dogane federali

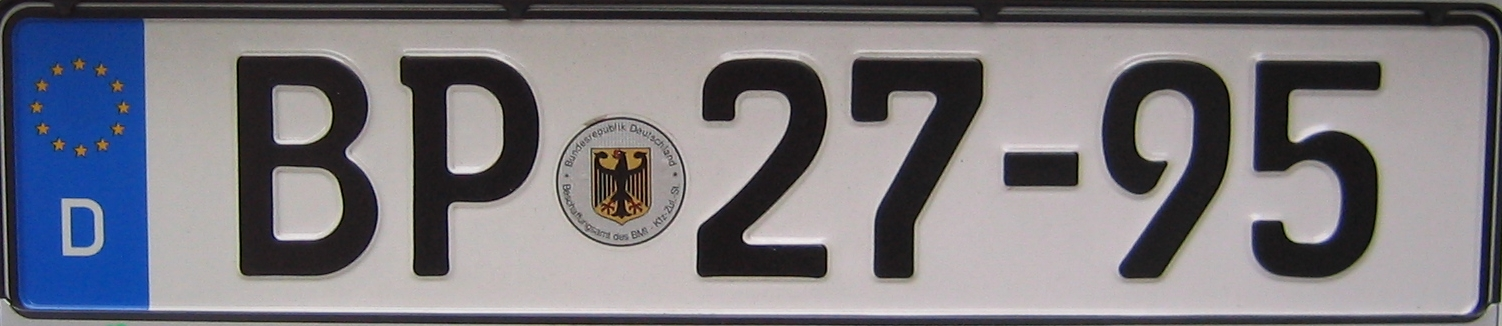
Targa d'immatricolazione di un veicolo della Polizia federale

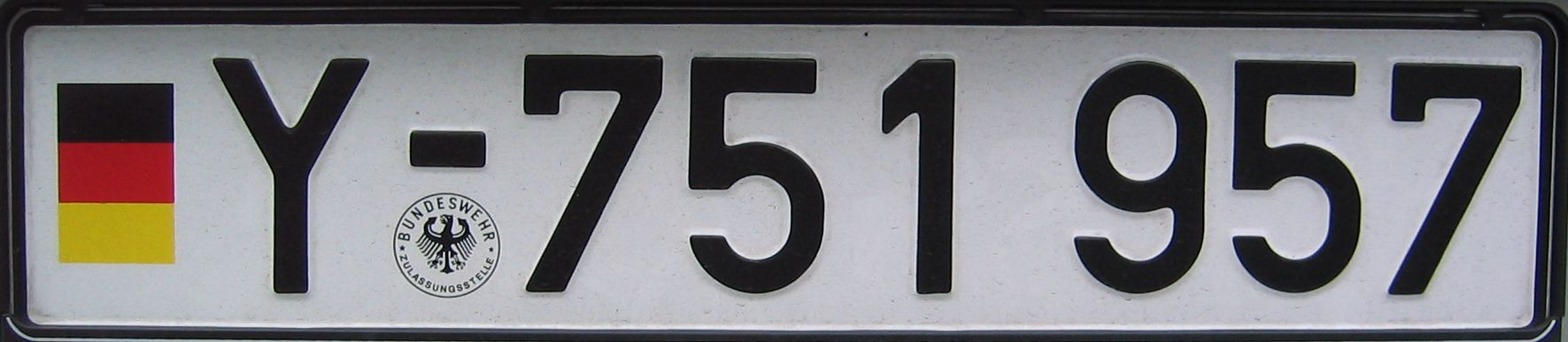
Targa di un mezzo dell'Esercito

Nella serie diplomatica (con 0 iniziale) e semidiplomatica (con sigla B o BN), le due o tre cifre anteposte al trattino indicano lo Stato della rappresentanza o l'organizzazione internazionale a cui è intestato il veicolo. 
La numerazione alla destra del trattino nella serie diplomatica "0" avanza progressivamente da 1 (numero riservato agli ambasciatori o ai capi delle missioni diplomatiche) ed è composta da un massimo di tre cifre. Più la numerazione è bassa, più è importante il grado del diplomatico. Essa varia generalmente da 1 a 199, con eccezioni per gli Stati Uniti (da 1 a 500) e i Paesi Bassi (da 1 a 299). 
Nella serie semidiplomatica "B" il numero è compreso fra 300 e 999, nella serie semidiplomatica "BN" è invece compreso fra 1 e 999. 
Nella tabella sotto riportata "x" rappresenta una cifra variabile. 
| 0–1                | Autovettura ufficiale del Presidente federale |
| 0–2                | Autovettura ufficiale del Cancelliere federale |
| 0–3                | Autovettura ufficiale del Ministro degli affari esteri |
| 0–4                | Autovettura ufficiale del Primo Segretario di Stato presso il Ministero degli affari esteri |
| 0–5                | Autovettura ufficiale del Secondo Segretario di Stato presso il Ministero degli affari esteri |
| 0–10 e n. seguenti | Veicoli ufficiali del Corpo diplomatico presso il Ministero degli affari esteri |
| 0 xx(x)-x(xx)      | Veicolo di un Corpo diplomatico o agente in missione diplomatica o membro di un'organizzazione internazionale accreditato in Germania |
| 1–1                | Autovettura ufficiale del Presidente del Parlamento federale |
| 4–1                | Autovettura ufficiale del Presidente della Corte costituzionale federale |
| AG                 | Carrelli elettrici con licenza speciale (Ausnahmegenehmigung) circolanti nell'arcipelago di Helgoland |
| B xx(x)-xxx        | Veicoli del personale diplomatico accreditato presso un'ambasciata o consolato od organizzazione internazionale a Berlino |
| BD                 | Veicoli di organi federali (Bundesrepublik Deutschland). BD 1: Parlamento federale (Bundestag); BD 3: Consiglio federale (Bundesrat); BD 4: Corte costituzionale federale (Bundesverfassungsgericht); BD 5: Ufficio del Presidente federale (Bundespräsidialamt); BD 6: Cancelleria federale (Bundeskanzleramt), Ufficio stampa e informazione del Governo federale; BD 7, da BD 9 a BD 15 e da BD 18 a BD 22, BD 26: ministeri federali (Bundesministerien); BD 16: Amministrazione delle dogane federali (Bundeszollverwaltung); BD 8: veicoli elettrici dell'Amministrazione delle dogane federali (dal 2023) |
| BN xx(x)-x(xx)     | Veicoli del personale diplomatico accreditato presso un'ambasciata o consolato od organizzazione internazionale a Bonn |
| BP                 | Polizia federale (Bundespolizei) |
| BW x-xxx           | Amministrazione federale dei corsi d'acqua e della navigazione (Bundeswasserstraẞe und Bundesschiffahrtsverwaltung) |
| THW                | Agenzia federale di soccorso tecnico (Bundesanstalt Technisches Hilfswerk) |
| X                  | Veicoli dei quartieri generali internazionali della NATO (Fahrzeuge der Internationaler NATO-Hauptquartiere) |
| Y                  | Esercito federale (Bundeswehr) |

## Sigle reintrodotte come opzionali tra il 9 novembre 2012 e il 10 maggio 2025 e rispettive aree di immatricolazione

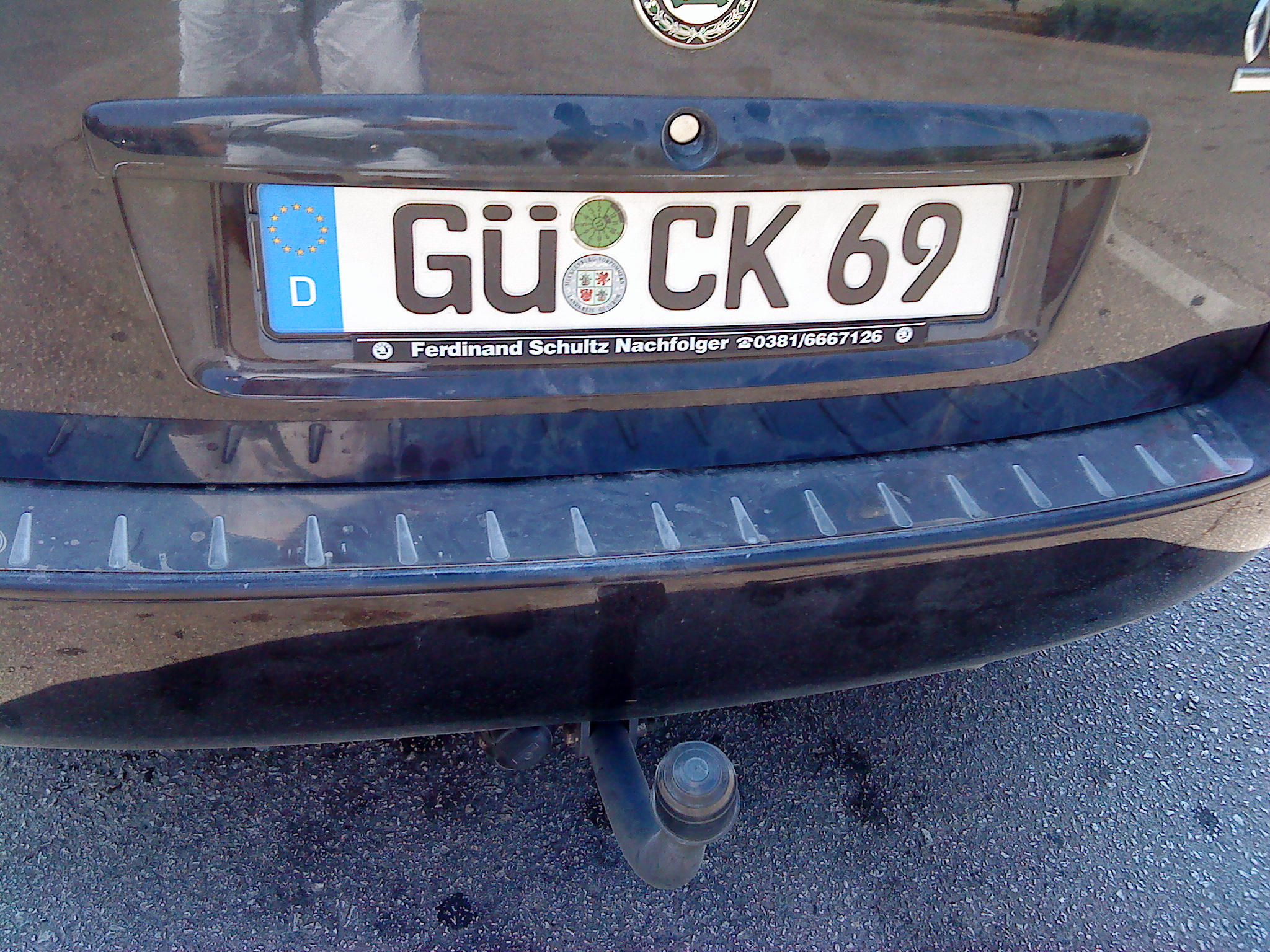
Targa posteriore con la sigla "GÜ" (identificativa dell'ex circondario di Güstrow) emessa dal 1º gennaio 1991 al 1º febbraio 2012 e reintrodotta il 18 marzo 2013 come opzionale

| AE  | Auerbach/Vogtland |
| AH  | Ahaus |
| AIB | Bad Aibling |
| ALF | Alfeld (Leine) |
| ALZ | Alzenau |
| ANA | Annaberg |
| ANG | Angermünde |
| ANK | Anklam |
| APD | Apolda |
| ARN | Arnstadt |
| ART | Artern |
| ASL | Aschersleben-Staßfurt (dal 1991 al 01/07/1994 Aschersleben)                                                                 |
| ASZ | Aue-Schwarzenberg |
| AT  | Altentreptow |
| AU  | Aue-Bad Schlema, fino al 2019: Aue (Sassonia)                                                                               |
| AZE | Anhalt-Zerbst |
| BBG | Bernburg |
| BCH | Buchen |
| BE  | Beckum |
| BED | Brand-Erbisdorf |
| BER | Bernau |
| BF  | Burgsteinfurt |
| BGD | Berchtesgaden |
| BH  | Bühl |
| BID | Biedenkopf |
| BIN | Bingen |
| BIW | Bischofswerda |
| BK  | Backnang |
| BKS | Bernkastel-Kues |
| BLB | Circondario di Wittgenstein (capoluogo: Bad Berleburg)                                                                      |
| BNA | Circondario del Leipziger Land (dal 1991 al 01/08/1994 circondario di Borna) (capoluogo: Borna)                             |
| BÖ  | Circondario della Börde (dal 22/03/1996 al 01/07/2007 Bördekreis)                                                           |
| BOG | Bogen |
| BOH | Bocholt |
| BR  | Bruchsal |
| BRG | Burg (Sassonia-Anhalt) |
| BRK | Bad Brückenau (fino al 08/04/1970: Brückenau)                                                                               |
| BRL | Circondario di Blankenburg (capoluogo: Braunlage)                                                                           |
| BRV | Bremervörde |
| BSB | Bersenbrück |
| BSK | Beeskow |
| BTF | Bitterfeld |
| BÜD | Büdingen |
| BÜR | Büren |
| BÜZ | Bützow |
| BUL | Burglengenfeld |
| CA  | Calau |
| CAS | Castrop-Rauxel |
| CLZ | Clausthal-Zellerfeld |
| CR  | Crailsheim |
| DBR | Bad Doberan |
| DI  | Dieburg |
| DIL | Circondario del Dill (capoluogo: Dillenburg)                                                                                |
| DIN | Dinslaken |
| DIZ | Circondario del Lahn Inferiore (capoluogo: Diez)                                                                            |
| DKB | Dinkelsbühl |
| DL  | Döbeln |
| DM  | Demmin |
| DS  | Donaueschingen |
| DUD | Duderstadt |
| DW  | Circondario di Weißeritz (Weißeritzkreis) (capoluogo: Dippoldiswalde)                                                       |
| DZ  | Delitzsch |
| EB  | Eilenburg |
| EBN | Ebern |
| EBS | Ebermannstadt |
| ECK | Eckernförde |
| EG  | Eggenfelden |
| EH  | Eisenhüttenstadt |
| EIL | Eisleben |
| EIN | Einbeck |
| EIS | Eisenberg (Turingia) |
| ERK | Erkelenz |
| ESB | Eschenbach nell'Alto Palatinato                                                                                             |
| EW  | Eberswalde |
| FDB | Friedberg (Baviera) |
| FEU | Feuchtwangen |
| FI  | Finsterwalde |
| FKB | Frankenberg (Eder) |
| FLÖ | Flöha |
| FOR | Forst (Lausitz) |
| FRW | Bad Freienwalde |
| FTL | Freital |
| FÜS | Füssen |
| FW  | Fürstenwalde |
| FZ  | Fritzlar-Homberg |
| GA  | Gardelegen |
| GAN | Bad Gandersheim |
| GC  | Circondario del Chemnitzer Land (capoluogo: Glauchau)                                                                       |
| GD  | Schwäbisch Gmünd |
| GDB | Gadebusch |
| GEL | Geldern |
| GEO | Gerolzhofen |
| GHA | Geithain |
| GHC | Gräfenhainichen |
| GK  | Geilenkirchen |
| GLA | Gladbeck |
| GMN | Grimmen |
| GN  | Gelnhausen |
| GNT | Genthin |
| GOA | Sankt Goar |
| GOH | Sankt Goarshausen (dal 01/01/1962 al 07/06/1969 circondario di Loreley, capoluogo: Sankt Goarshausen)                       |
| GRA | Grafenau (Baviera) |
| GRH | Großenhain |
| GRI | Bad Griesbach im Rottal (fino al 2000: Griesbach im Rottal)                                                                 |
| GRM | Grimma |
| GUB | Guben |
| GÜ  | Güstrow |
| GUN | Gunzenhausen |
| GV  | Grevenbroich |
| GVM | Grevesmühlen |
| GW  | Circondario della Pomerania Anteriore-Greifswald (Vorpommern-Greifswald) (dal 1991 al 12/06/1994 circondario di Greifswald) |
| HAB | Hammelburg |
| HBS | Halberstadt |
| HC  | Hainichen |
| HCH | Hechingen |
| HDL | Haldensleben |
| HEB | Hersbruck |
| HET | Hettstedt |
| HGN | Hagenow |
| HHM | Hohenmölsen |
| HIG | Heiligenstadt |
| HIP | Hilpoltstein |
| HMÜ | Hannoversch Münden |
| HÖS | Höchstadt an der Aisch |
| HOG | Hofgeismar |
| HOH | Hofheim in Bassa Franconia                                                                                                  |
| HOR | Horb am Neckar |
| HOT | Hohenstein-Ernstthal |
| HV  | Havelberg |
| HY  | Hoyerswerda |
| IL  | Ilmenau |
| ILL | Illertissen |
| JB  | Jüterbog |
| JE  | Jessen |
| JÜL | Jülich |
| KEL | Kehl |
| KEM | Kemnath |
| KK  | Circondario di Kempen-Krefeld (capoluogo: Kempen)                                                                           |
| KLZ | Klötze |
| KM  | Kamenz |
| KÖN | Bad Königshofen im Grabfeld                                                                                                 |
| KÖT | Köthen |
| KÖZ | Bad Kötzting |
| KRU | Krumbach |
| KW  | Königs Wusterhausen |
| KY  | Kyritz |
| LAN | Landau an der Isar |
| LBS | Bad Lobenstein (fino al 2005: Lobenstein)                                                                                   |
| LBZ | Lübz |
| LC  | Luckau |
| LEO | Leonberg |
| LF  | Laufen |
| LH  | Lüdinghausen |
| LIB | Bad Liebenwerda |
| LK  | Lübbecke |
| LN  | Lübben (Spreewald) |
| LÖB | Löbau |
| LP  | Lippstadt |
| LR  | Lahr/Schwarzwald |
| LSZ | Bad Langensalza |
| LUK | Luckenwalde |
| LÜN | Lünen |
| LWL | Ludwigslust |
| MAB | Marienberg |
| MAI | Mainburg |
| MAK | Marktredwitz |
| MAL | Mallersdorf |
| MC  | Malchin |
| MED | Circondario del Dithmarschen Meridionale (Süderdithmarschen) (capoluogo: Meldorf)                                           |
| MEG | Melsungen |
| MEK | Circondario dei Monti Metalliferi Centrali (Mittlerer Erzgebirgskreis) (capoluogo: Marienburg)                              |
| MEL | Melle |
| MER | Merseburg |
| MET | Mellrichstadt |
| MGH | Bad Mergentheim |
| MGN | Meiningen |
| MHL | Mühlhausen (Turingia) |
| ML  | Circondario del Mansfelder Land (capoluogo: Eisleben)                                                                       |
| MO  | Moers |
| MOD | Marktoberdorf |
| MON | Monschau |
| MQ  | Merseburg-Querfurt |
| MTL | Circondario del Muldental (Muldentalkreis) (capoluogo: Grimma)                                                              |
| MÜB | Münchberg |
| MÜL | Müllheim |
| MÜR | Circondario della Müritz (capoluogo: Waren/Müritz)                                                                          |
| MW  | Mittweida |
| MY  | Mayen |
| NAB | Nabburg |
| NAI | Naila |
| NAU | Nauen |
| NEB | Nebra (Unstrut) |
| NEC | Neustadt bei Coburg |
| NEN | Neunburg vorm Wald |
| NEU | Neustadt im Schwarzwald |
| NH  | Neuhaus am Rennweg |
| NMB | Naumburg (Saale) |
| NÖ  | Nördlingen |
| NOL | Circondario della Bassa Slesia-Alta Lusazia (Niederschlesischer Oberlausitzkreis) (capoluogo: Niesky)                       |
| NOR | Norden |
| NP  | Neuruppin |
| NT  | Nürtingen |
| NVP | Circondario della Pomerania Anteriore Settentrionale (Nordvorpommern) (capoluogo: Grimmen)                                  |
| NY  | Niesky |
| NZ  | Neustrelitz |
| OBB | Obernburg am Main |
| OBG | Osterburg (Altmark) |
| OC  | Oschersleben |
| OCH | Ochsenfurt |
| ÖHR | Öhringen |
| OK  | Circondario dell'Ohre (Ohre-Kreis) (capoluogo: Haldensleben)                                                                |
| OP  | Opladen |
| OR  | Oranienburg |
| OTW | Ottweiler |
| OVI | Oberviechtach |
| OVL | Alto Vogtland (Obervogtland) (Klingenthal e Oelsnitz/Vogtland)                                                              |
| OZ  | Oschatz |
| PAR | Parsberg |
| PCH | Parchim |
| PEG | Pegnitz |
| PER | Perleberg |
| PL  | Plauen |
| PN  | Pößneck |
| PRÜ | Prüm |
| PW  | Pasewalk |
| PZ  | Prenzlau |
| QFT | Querfurt |
| QLB | Quedlinburg |
| RC  | Reichenbach im Vogtland |
| RDG | Ribnitz-Damgarten |
| REH | Rehau |
| REI | Bad Reichenhall |
| RG  | Riesa-Großenhain |
| RI  | Contea della Schaumburg (capoluogo: Rinteln)                                                                                |
| RID | Riedenburg |
| RIE | Riesa |
| RL  | Rochlitz |
| RM  | Röbel/Müritz |
| RN  | Rathenow |
| ROD | Roding |
| ROF | Rotenburg an der Fulda |
| ROK | Rockenhausen |
| ROL | Rottenburg an der Laaber |
| ROS | Circondario di Rostock |
| ROT | Rothenburg ob der Tauber |
| RSL | Roßlau |
| RU  | Rudolstadt |
| RÜG | Rügen |
| SAB | Saarburg |
| SÄK | Bad Säckingen (fino al 1978: Säckingen)                                                                                     |
| SAN | Stadtsteinach |
| SBG | Strasburg (Uckermark) |
| SBK | Schönebeck |
| SCZ | Schleiz |
| SDH | Sondershausen |
| SDT | Schwedt/Oder |
| SEB | Sebnitz |
| SEE | Seelow |
| SEF | Scheinfeld |
| SEL | Selb |
| SFB | Senftenberg |
| SFT | Staßfurt |
| SGH | Sangerhausen |
| SLE | Schleiden |
| SLG | Bad Saulgau (fino al 2000: Saulgau)                                                                                         |
| SLN | Schmölln |
| SLÜ | Schlüchtern |
| SLZ | Bad Salzungen |
| SMÜ | Schwabmünchen |
| SOB | Schrobenhausen |
| SOG | Schongau |
| SPB | Spremberg |
| SRB | Strausberg |
| SRO | Stadtroda |
| STB | Sternberg |
| STE | Bad Staffelstein (fino al 2001: Staffelstein)                                                                               |
| STL | Stollberg |
| STO | Stockach |
| SUL | Sulzbach-Rosenberg |
| SWA | Bad Schwalbach |
| SY  | Circondario di Grafschaft Hoya (capoluogo: Syke)                                                                            |
| SZB | Schwarzenberg (Monti Metalliferi)                                                                                           |
| TE  | Teclemburgo (Tecklenburg)                                                                                                   |
| TET | Teterow |
| TG  | Torgau |
| TO  | Torgau-Oschatz |
| TP  | Templin |
| TT  | Tettnang |
| ÜB  | Überlingen |
| UEM | Ueckermünde |
| UFF | Uffenheim |
| USI | Usingen |
| VAI | Vaihingen |
| VIB | Vilsbiburg |
| VIT | Viechtach |
| VOH | Vohenstrauß |
| WA  | Waldeck |
| WAN | Wanne-Eickel |
| WAR | Warburg |
| WAT | Wattenscheid |
| WBS | Worbis |
| WDA | Circondario dello Zwickauer Land (capoluogo: Werdau)                                                                        |
| WEL | Circondario del Lahn Superiore (Oberlahnkreis) (capoluogo: Weilburg)                                                        |
| WER | Wertingen |
| WG  | Wangen im Allgäu |
| WIS | Circondario del Meclemburgo Nordoccidentale (Nordwestmecklenburg)                                                           |
| WIT | Witten |
| WIZ | Witzenhausen |
| WK  | Wittstock |
| WLG | Wolgast |
| WMS | Wolmirstedt |
| WOH | Wolfhagen |
| WOL | Wolfach |
| WOR | Wolfratshausen |
| WOS | Circondario di Wolfstein (capoluogo: Freyung)                                                                               |
| WR  | Wernigerode |
| WRN | Waren (Müritz) |
| WS  | Wasserburg am Inn |
| WSF | Weißenfels |
| WSW | Weißwasser/Oberlausitz |
| WTL | Circondario di Wittlage (capoluogo: Wittlage fino al 30/06/1972, Osnabrück dal 01/07/1972)                                  |
| WÜM | Waldmünchen |
| WUR | Wurzen |
| WZ  | Wetzlar |
| ZE  | Zerbst/Anhalt |
| ZEL | Zell (Mosel) |
| ZI  | Löbau-Zittau |
| ZIG | Ziegenhain (Assia) |
| ZP  | Zschopau |
| ZR  | Zeulenroda |
| ZS  | Zossen |
| ZZ  | Zeitz |

## Sigle cessate e relativi circondari o città indipendenti

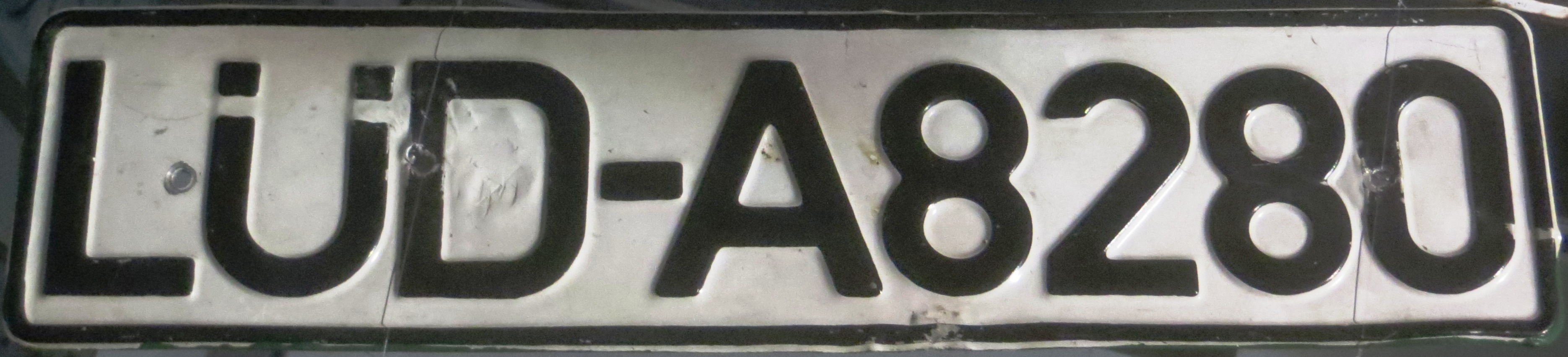
Targa apposta su un veicolo immatricolato a Lüdenscheid, con la sigla "LÜD" cessata nel 1975

| AL  | Altena                                                                              |
| ALS | Alsfeld                                                                             |
| AR  | Arnsberg                                                                            |
| ASD | Circondario di Aschendorf-Hümmling in Aschendorf/Ems                                |
| BEI | Beilngries                                                                          |
| BEL | Belzig (fino al 2010: Bad Belzig)                                                   |
| BÖR | Bördekreis                                                                          |
| BRI | Brilon                                                                              |
| BU  | Burgdorf (Hannover)                                                                 |
| BZA | Bad Bergzabern                                                                      |
| DT  | Detmold                                                                             |
| EHI | Ehingen (Danubio)                                                                   |
| EIH | Eichstätt                                                                           |
| ESA | Eisenach                                                                            |
| EUT | Eutin                                                                               |
| FAL | Bad Fallingbostel (fino al 2002: Fallingbostel)                                     |
| FH  | Francoforte-Höchst (Frankfurt-Höchst)                                               |
| GEM | Gemünden am Main                                                                    |
| GRS | Gransee                                                                             |
| HÜN | Hünfeld                                                                             |
| HUS | Husum                                                                               |
| HW  | Halle (Vestfalia)                                                                   |
| HZ  | Herzberg                                                                            |
| IS  | Iserlohn                                                                            |
| JEV | Jever                                                                               |
| KAR | Karlstadt                                                                           |
| L   | Lahn e circondario di Lahn-Dill                                                     |
| LAT | Lauterbach (Assia)                                                                  |
| LE  | Lemgo                                                                               |
| LIN | Lingen (Ems)                                                                        |
| LOH | Lohr am Main                                                                        |
| LS  | Lüdenscheid                                                                         |
| LÜD | Lüdenscheid                                                                         |
| MAR | Marktheidenfeld                                                                     |
| MEP | Meppen                                                                              |
| MES | Meschede                                                                            |
| MT  | Montabaur                                                                           |
| MÜN | Münsingen (Württemberg)                                                             |
| NIB | Circondario del Tondern Meridionale (Südtondern) (capoluogo: Niebüll)               |
| NRÜ | Neustadt am Rübenberge                                                              |
| OLD | Oldenburg in Holstein                                                               |
| OR  | Oranienburg                                                                         |
| OTT | Circondario di Land Hadeln in Otterndorf                                            |
| OVP | Circondario della Pomerania Anteriore Orientale (Ostvorpommern) (capoluogo: Anklam) |
| PER | Perleberg                                                                           |
| PK  | Pritzwalk                                                                           |
| ROH | Rotenburg in Hannover                                                               |
| RY  | Rheydt                                                                              |
| SF  | Circondario dell'Alta Algovia (capoluogo: Sonthofen)                                |
| SFA | Soltau-Fallingbostel                                                                |
| SNH | Sinsheim                                                                            |
| SOL | Soltau                                                                              |
| SPR | Springe                                                                             |
| STH | Circondario della Schaumburg-Lippe (capoluogo: Stadthagen)                          |
| TÖN | Circondario di Eiderstedt (capoluogo: Tönning)                                      |
| UER | Circondario dell'Uecker-Randow (capoluogo: Pasewalk)                                |
| VL  | Villingen                                                                           |
| VOF | Vilshofen                                                                           |
| WAM | Circondario dell'Altmark Occidentale (Westliche Altmark) (capoluogo: Salzwedel)     |
| WD  | Wiedenbrück                                                                         |
| WEB | Circondario dell'Oberwesterwald (capoluogo: Westerburg)                             |
| WEG | Wegscheid                                                                           |
| WEM | Circondario di Wesermünde (capoluogo: Bremerhaven)                                  |

## Forze armate USA in Germania

### Targhe non provvisorie
Elenco dei codici:

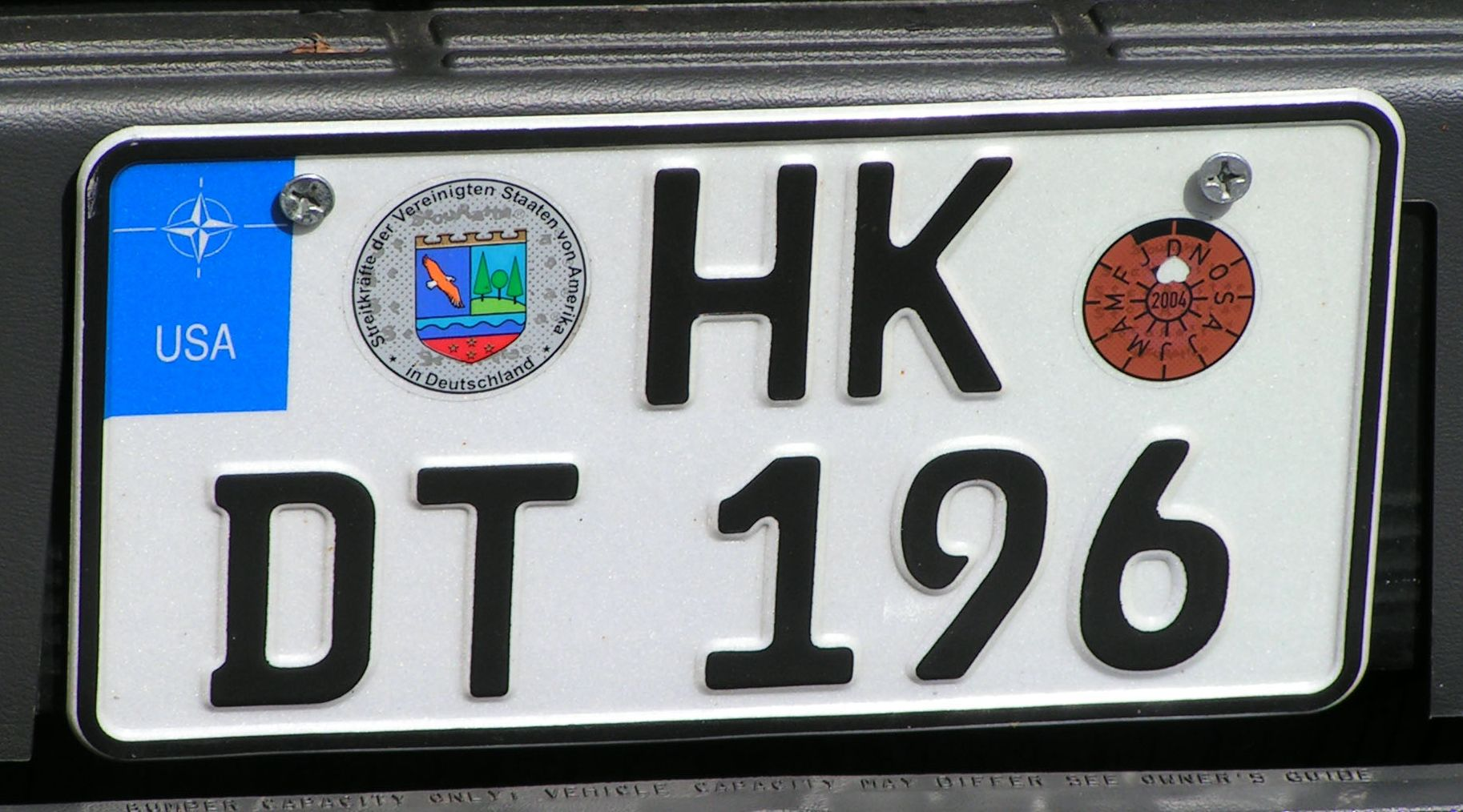
Targa di un veicolo delle Forze armate USA in Germania con il codice "HK" utilizzato dal 3 luglio 2000 al 19 novembre 2007

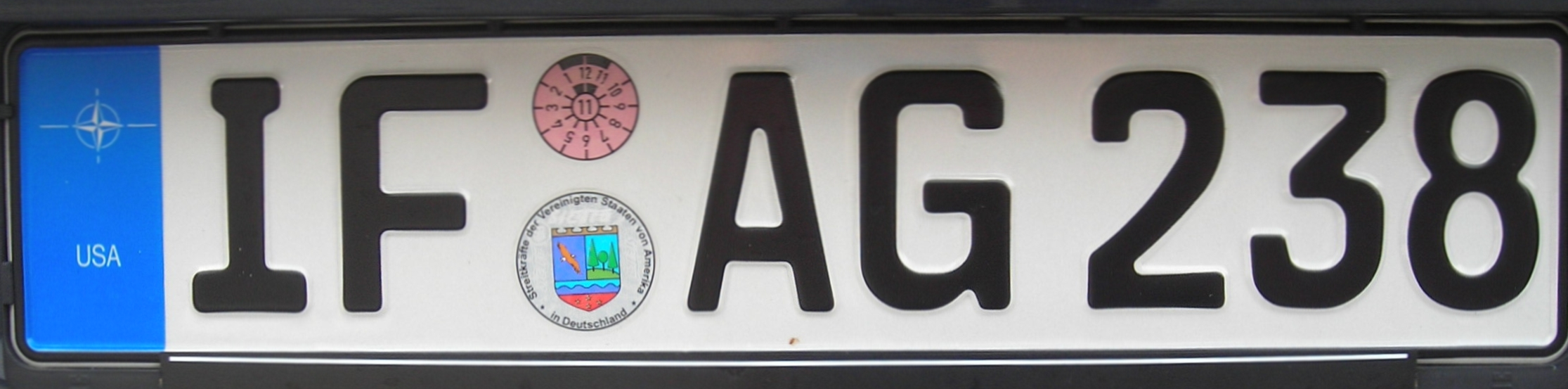
Formato (con bandiera della NATO impressa nella banda blu fino alla metà del 2021) per automezzi ufficiali delle Forze armate USA

- AD, AF, HK - Forze armate degli Stati Uniti d'America (Streitkräfte der Vereinigten Staaten von Amerika)
- DOD - U.S.A. Department of Defense (Verteidigungsministerium der Vereinigten Staaten von Amerika)
- IF - Intra-Agency Fleet vehicles of US Force (Forze armate USA - veicoli ufficiali del parco interno dell'organizzazione)

Solo il codice "IF" venne introdotto nel 2003, gli altri il 3 luglio 2000. Nelle targhe posteriori con codice AF o HK il formato usato era quello ridotto (255 × 130 mm), di norma assegnato a motocicli leggeri e a macchine agricole, mentre le targhe posteriori con la sigla AD avevano sempre quello europeo su una linea (520 × 110 mm). 
"IF" è l'unico codice ancora emesso: viene utilizzato esclusivamente per gli automezzi ufficiali non tattici della Military Police Corps, dell'Army & Air Force Exchange Service e di organizzazioni con fondi speciali. Il formato è quello standard; nella banda blu a sinistra sono tuttora posizionate le lettere "USA" bianche, mentre la bandiera della NATO che le sormontava non è più presente dalla metà del 2021. 
Per motivi di sicurezza i codici "AD", "HK" e "DOD", anche se continuarono a essere utilizzati fino all'esaurimento delle scorte nel 2011, terminarono il 19 novembre 2007, mentre l'emissione di "AF" cessò già a settembre od ottobre del 2000; i veicoli con tali sigle sono stati gradualmente reimmatricolati con targhe civili.

### Targhe provvisorie

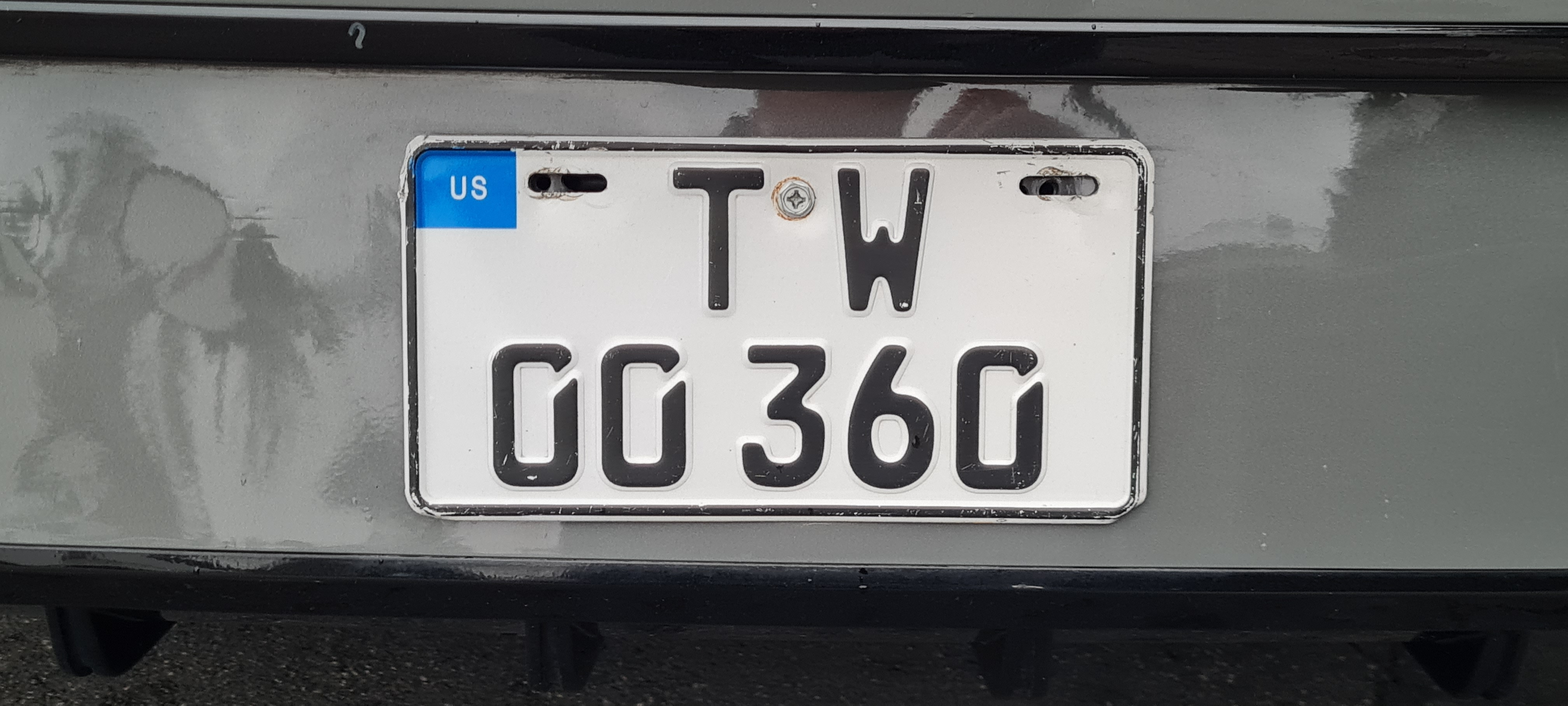
Targa di transito di un veicolo delle Forze armate USA di stanza nella base di Wiesbaden con il formato a caratteri neri introdotto nella metà del 2021

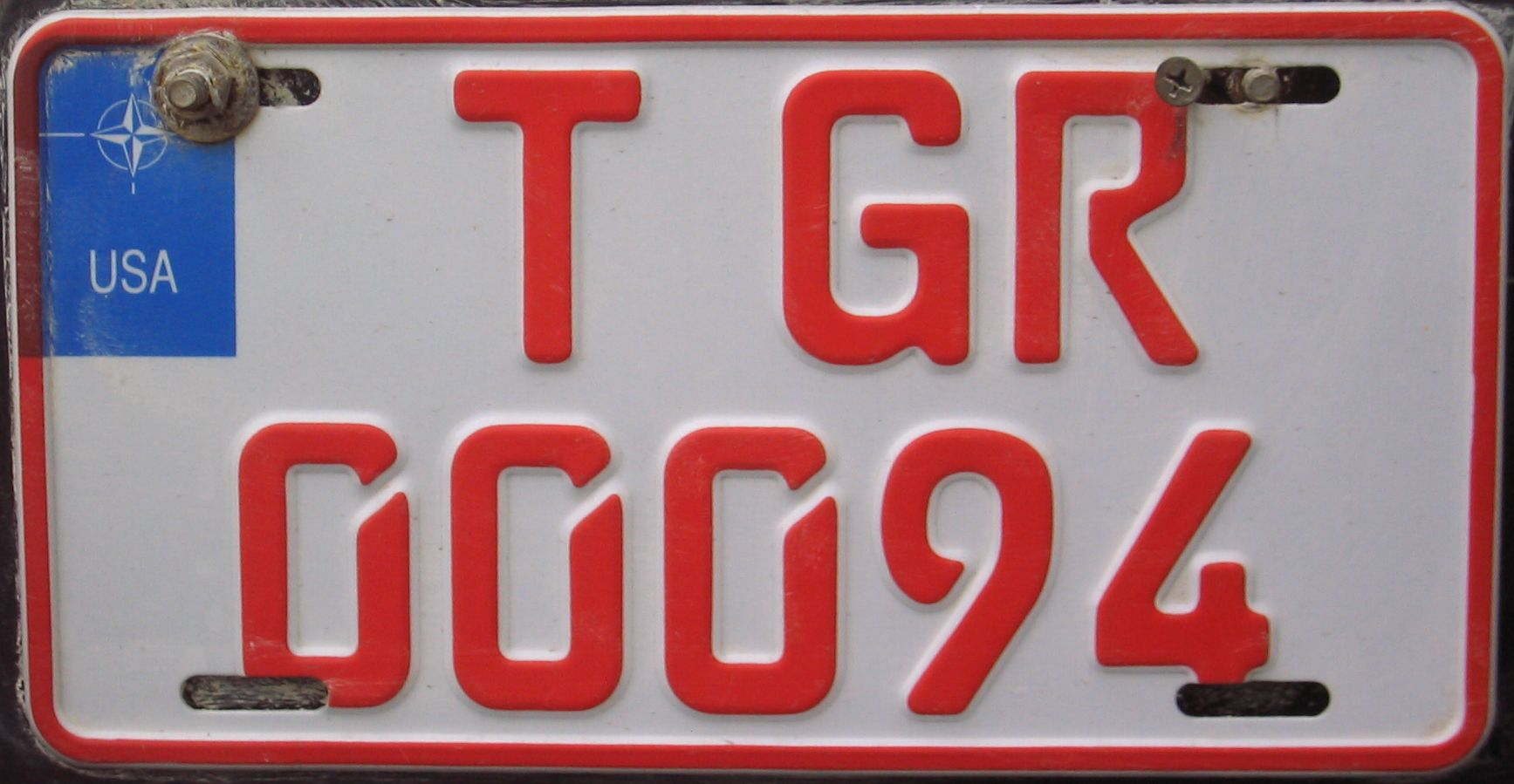
Targa di transito (del tipo a caratteri rossi emesso fino alla metà del 2021) di un automezzo delle Forze armate USA di stanza nella base di Grafenwöhr o Vilseck

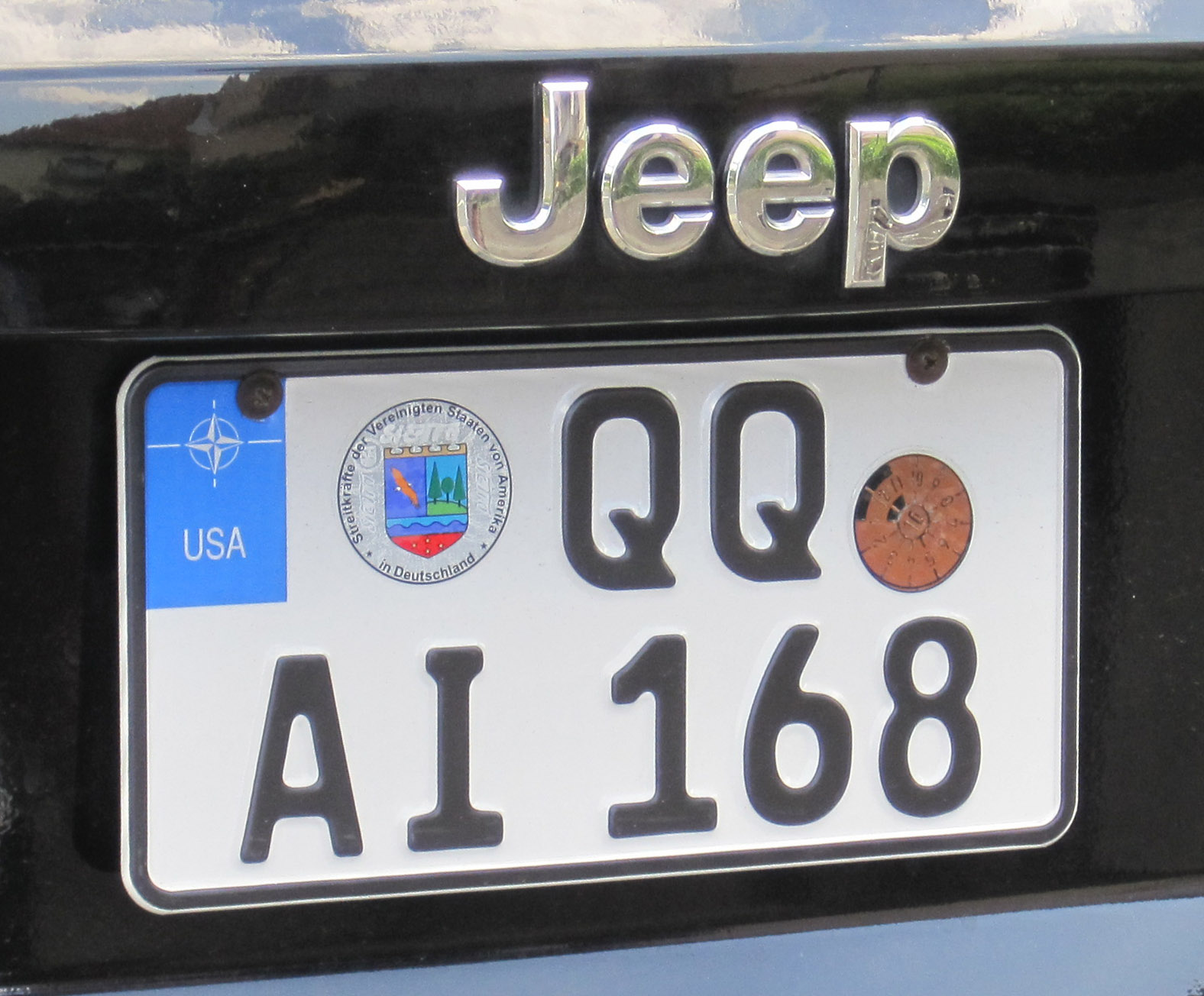
Targa da esportazione (con la sigla pre-2020 "USA" nella banda blu) fissata su una Jeep del personale delle Forze armate USA che si appresta a lasciare la Germania

#### Targhe di transito
Le targhe di transito, introdotte nell'ottobre 2008, si contraddistinguono per la T (iniziale sia di Transfer, cioè "trasferimento", sia di Temporary, ovvero "targa temporanea") anteposta alla sigla identificativa dell'ubicazione della base. I caratteri, attualmente neri, erano rossi fino alla metà del 2021. Nel 2020 è stata rimossa dalla banda blu la stella a quattro punte simbolo della NATO e le lettere bianche "USA" posizionate nella stessa banda (ridotta di dimensioni) sono state modificate in "US".
Codici e ubicazione delle basi:
- T A - Ansbach
- T BA - Bamberga (Bamberg)
- T BH - Baumholder
- T BR - Bruchsal
- T BU - Büchel
- T BW (dal 2011) - Baden-Württemberg (basi di Heidelberg e Mannheim)
- T G - Garmisch-Partenkirchen
- T GK - Geilenkirchen
- T GR - Grafenwöhr e Vilseck
- T H (fino al 2011) - Heidelberg

- T HS - Hohenfels
- T I - Illesheim
- T K - Kaiserslautern
- T M (dal 2011) - Motocicli della base di Sembach, 
(fino al 2011) - Motocicli della base di Mannheim
- T MA (fino al 2011) - Mannheim
- T S - Stoccarda (Stuttgart)
- T SP - Spangdahlem
- T SW - Schweinfurt
- T W - Wiesbaden

#### Targhe da esportazione
I codici delle targhe da esportazione, fissate sui veicoli del personale delle Forze armate USA che si appresta a ritornare negli Stati Uniti, sono: QQ (dal 2010) e SH (da aprile alla fine del 2009). 
I caratteri sono neri; la validità è di novanta giorni. Sulle targhe con il codice "SH" e sulle prime emesse con le lettere "QQ" di norma erano incollati entrambi i bollini, dal 2011 ne viene impresso uno solo o nessuno. 
Dal 2020 anche in queste targhe la sigla internazionale "USA" di colore bianco all'interno della banda blu è stata sostituita dalle lettere "US".

## Codici speciali terminati

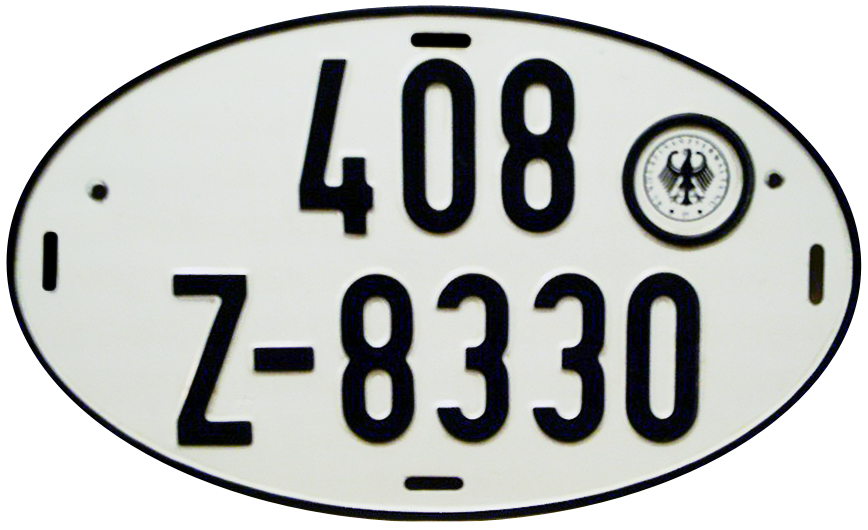
Formato anteriore e posteriore di targa doganale o d'esportazione cessato nel 1988

- BG - Bundesgrenzschutz (Polizia Federale di Frontiera), fino al 30/04/2006
- BP - Deutsche Bundespost (Posta della Repubblica Federale di Germania), fino al 1997[50]
- DB - Deutsche Bundesbahn (Ferrovie della Repubblica Federale di Germania), fino al 01/01/1994
- RWL - Nordrhein-Westfalen Landesregierung und Landtag (Governo e Parlamento del Land Renania Settentrionale-Vestfalia), fino al 01/08/1988[51]
- Z - targa d'esportazione o doganale per veicoli stranieri che entrano in Germania (Zollkennzeichen), fino al 1988

## Targhe assicurative per ciclomotori

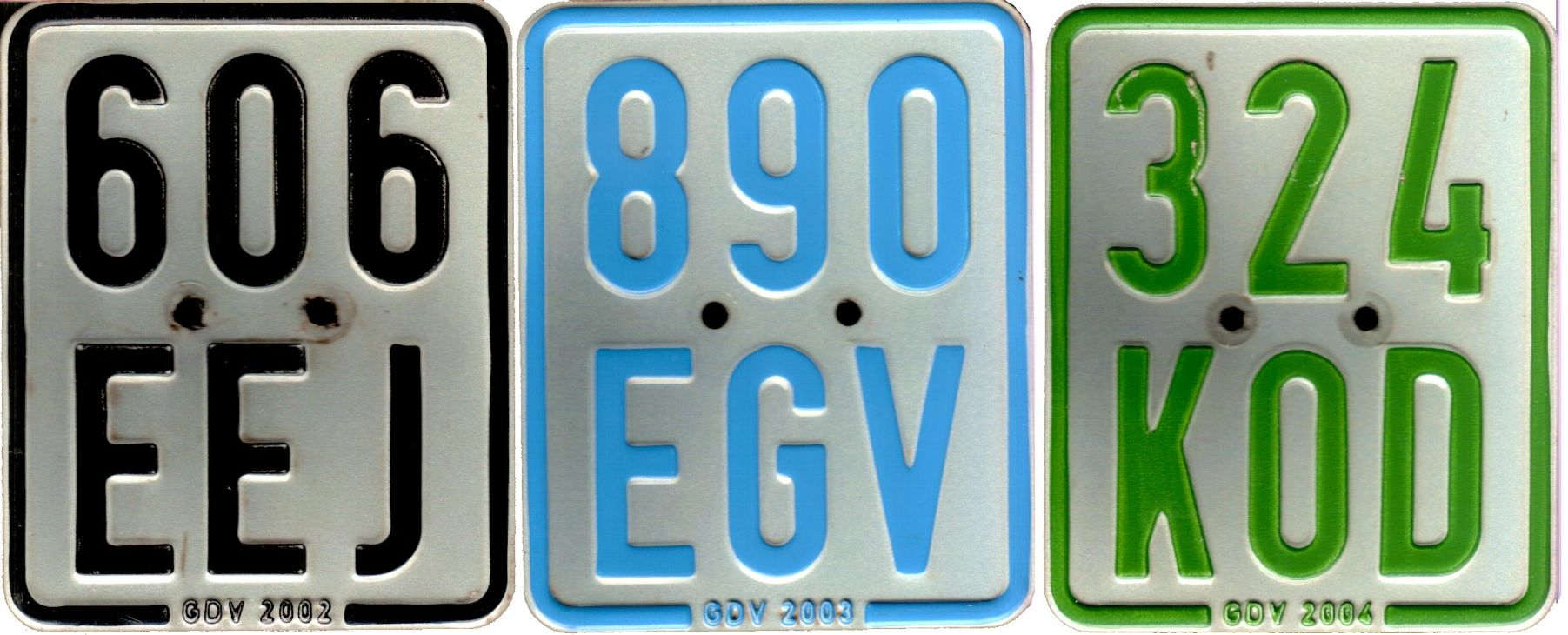
Targhe di ciclomotori immatricolati (da sinistra a destra) nel 2002, 2003 e 2004

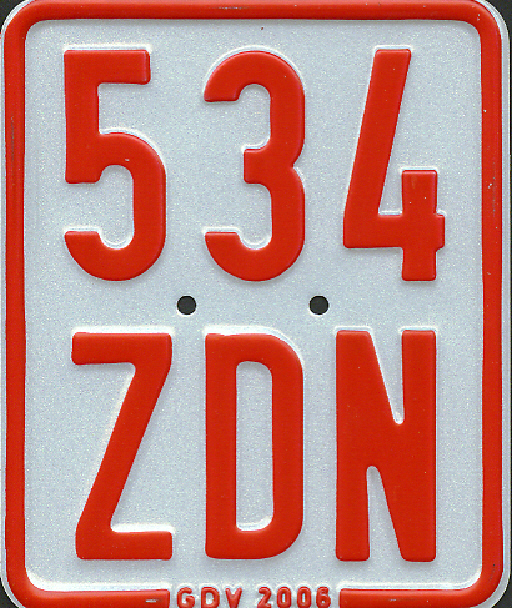
Formato con bordo e caratteri rossi riservato ai concessionari

Le targhe assicurative furono introdotte nel 1957. A quel tempo erano quadrate e misuravano 102 × 102 mm; il colore dei caratteri era nero fino a tutto il 1960, mentre quello dello sfondo cambiava annualmente tra bianco, giallo e verde. Nel 1961 fu emesso il formato che è ancor oggi in uso, con dimensioni 130 × 105,5 mm, uno sfondo bianco in cui il colore del carattere cambia annualmente tra nero intenso, blu luce e verde erba. Queste targhe sono apposte su ciclomotori, biciclette elettriche, quadricicli leggeri con peso a vuoto (senza batterie) ≤350 kg, segway, monopattini elettrici e scooter per la mobilità con peso a vuoto ≤300 kg, con potenza ≤4 kW e velocità massima di 45 km/h. Sono chiamate così perché vengono vendute da compagnie assicurative, che includono nel costo dell'immatricolazione l'assicurazione del veicolo per un anno; la loro validità inizia il 1º marzo di ogni anno e termina il 28 o 29 febbraio dell'anno successivo. Le combinazioni alfanumeriche consistono in tre (raramente due) cifre sulla linea superiore e tre lettere su quella inferiore; sia le cifre sia le lettere sono assegnate casualmente, sicché non è possibile personalizzare queste targhe. I colori utilizzati per bordo e caratteri sono quattro: nero, celeste e verde per le targhe normali, rosso per quelle provvisorie, riservate ai concessionari che le fissano su questi veicoli durante i collaudi su strada. I primi tre colori sopra specificati vengono cambiati ogni anno per verificare più facilmente se il proprietario ha provveduto o no al pagamento dell'immatricolazione e dell'assicurazione del veicolo. 
Sul bordo inferiore della targa, a caratteri molto piccoli e seguite dall'anno scritto per intero, sono di solito impresse le lettere "GDV", che stanno per Gesamtverband der deutschen Versicherungswirtschaft (cioè "Confederazione del settore assicurativo tedesco"), ma si possono trovare i nomi di altre compagnie, come Arisa, HUK-Verband e VdS. 
| Colore       | Anno | Anno | Anno | Anno | Anno | Anno | Anno |
| ------------ | ---- | ---- | ---- | ---- | ---- | ---- | ---- |
| Nero intenso | 2005 | 2008 | 2011 | 2014 | 2017 | 2020 | 2023 |
| Blu luce     | 2006 | 2009 | 2012 | 2015 | 2018 | 2021 | 2024 |
| Verde erba   | 2007 | 2010 | 2013 | 2016 | 2019 | 2022 | 2025 |

## Le cosiddette "targhe bastarde" (1969–1995)

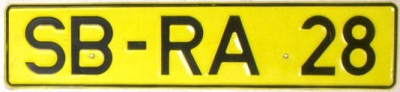
Una Bastardkennzeichen emessa nell'ex confederazione urbana (oggi confederazione regionale) di Saarbrücken

Le cosiddette "targhe bastarde" erano in uso dal 1969 al 1995. Alla fine degli anni Sessanta gli importatori di autoveicoli in Lorena ebbero l'idea di lasciare in questa regione le vetture usate acquistate in Germania per avere la registrazione tedesca. Gli acquirenti francesi potevano guidare per un periodo massimo di quattro mesi i veicoli con una targa di questo tipo (con sigla del circondario e serie alfanumerica come le targhe ordinarie, ma sprovvista di entrambi i bollini) sia in Francia sia nei Land Saarland e Renania-Palatinato. In attesa che venissero immatricolati con targa francese, dovevano essere registrati e assicurati provvisoriamente. 
Accanto alle normali targhe bianche, erano diffusi il formato con le scritte nere su fondo giallo e, meno frequentemente, quello di colore blu o nero con caratteri bianchi (in stile francese pre-1993). In particolare il formato giallo, molto visibile, rassicurava il concessionario o garagista tedesco sul fatto che il veicolo era in procinto di lasciare la Germania. 
Con il rapido aumento delle vendite di auto usate tedesche ai francesi nei primi anni Novanta, le autorità dei due Paesi il 15 febbraio 1995 vietarono alle vetture tedesche d'occasione di ritornare in Germania con una copia francese della targa dopo essere state vendute in Francia. Da allora le uniche targhe professionali consentite sarebbero state quelle con le lettere "WW"; la multa per i trasgressori era di 100 marchi.